# Pèlerinage aux Saintes-Maries-de-la-Mer

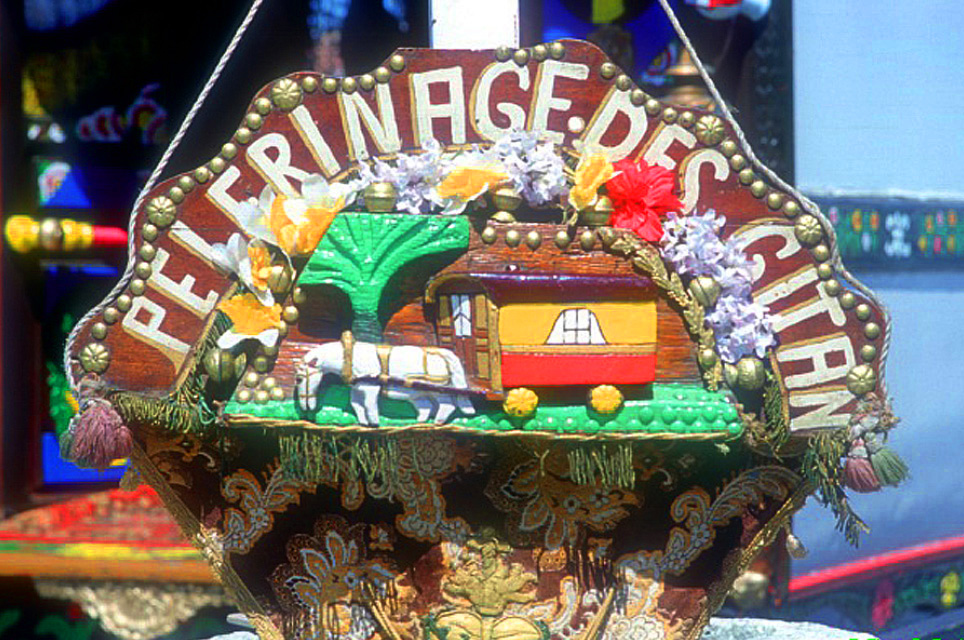
Pèlerinage des Gitans aux Saintes-Maries-de-la-Mer.

Le pèlerinage aux Saintes-Maries-de-la-Mer, dit encore pèlerinage des Gitans, est une manifestation religieuse, doublée d'un phénomène touristique, qui se déroule chaque année les 24 et 25 mai en Camargue, aux Saintes-Maries-de-la-Mer, dans le département français des Bouches-du-Rhône en région Provence-Alpes-Côte d'Azur.
Ce pèlerinage, avec la présence massive de Tsiganes venus de toute l'Europe, est l'objet d'une forte médiatisation. Cette tradition camarguaise est pourtant récente puisqu'elle a été instaurée sous sa forme actuelle par le marquis Folco de Baroncelli, en 1935.

## Des origines auXIXesiècle
Comme le rappelle Jean-Paul Clébert, Strabon indiquait que c'est sur l'emplacement des Saintes-Maries-de-la-Mer que les Phocéens de Massalia érigèrent un temple à Artémis. De plus des vestiges sous-marins ont été identifiés comme un habitat antique au large de la côte. Ils sont antérieurs à la colonisation grecque.
La première mention d'une cité est faite dans les Ora maritima d'Avienus. Il la nomme oppidum priscium Râ. Ce vieil oppidum devint au VIe siècle Sancta Maria de Ratis (du radeau)., nom qui évolua vers Notre-Dame-de-la-Barque lorsque se popularisa la légende du débarquement des Trois Maries sur la côte camarguaise. Cette mutation se passa à partir de 547, quand Césaire d'Arles y installa une communauté de religieuses avec comme mission de veiller sur des reliques.
En 1926, le chanoine Chapelle écrivit à ce propos : « C'est là que va être plantée la première croix, là que va être célébrée la première messe sur la terre des Gaules. C'est de là que va partir l'étincelle qui portera la lumière de l'Évangile à la Provence d'abord, ensuite au reste de la France ». Selon cet auteur les Saintes-Maries étaient un lieu de pèlerinage avant l'arrivée des Saintes, et il décrit les restes d'un temple païen successivement dédié à Mythra puis à Diane d'Éphèse.

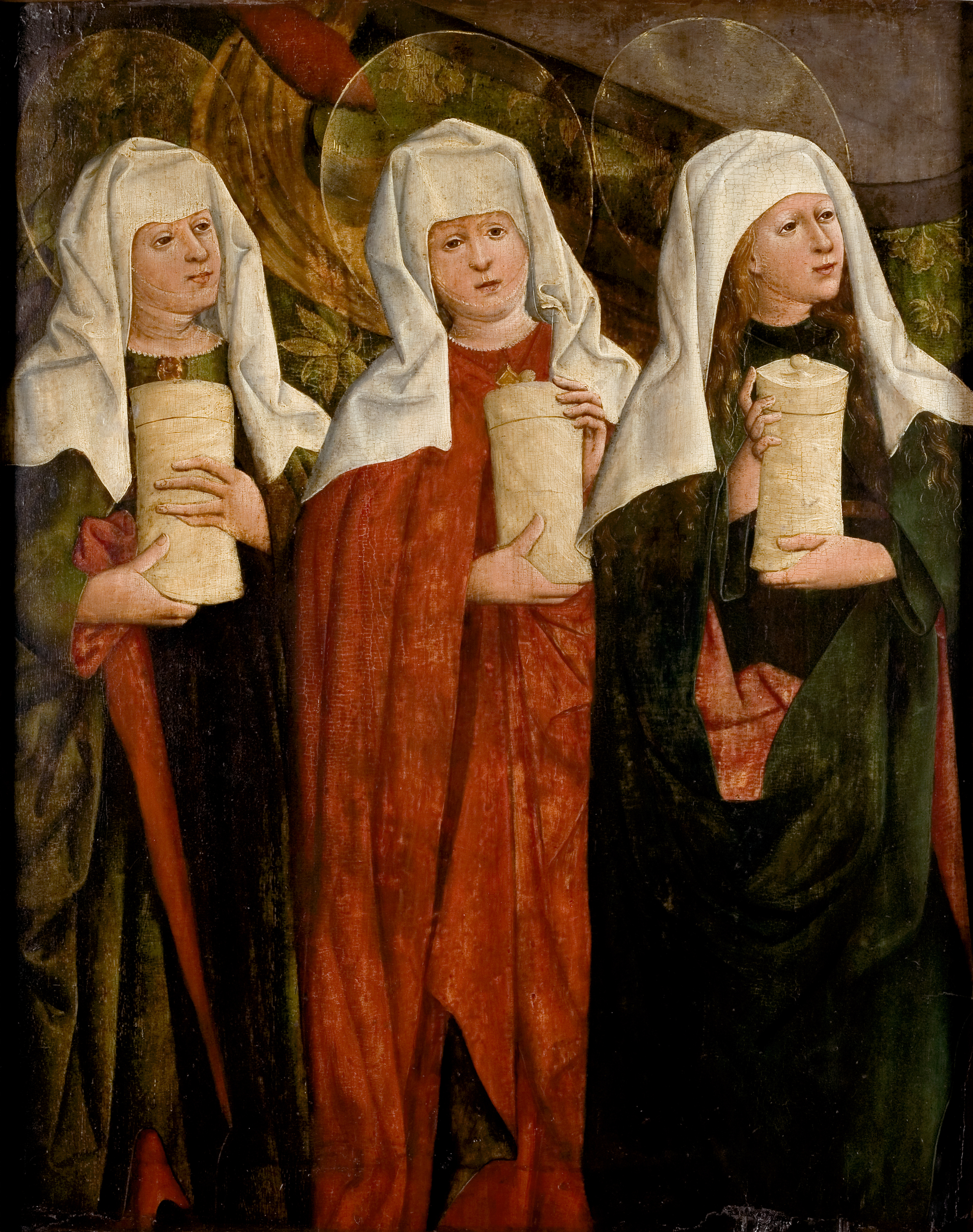
Les trois Maries, par Nicolaus Haberschrack, XVe siècle.

La seule chose qui est assurée est qu'un culte chrétien se juxtaposa au païen et que la construction de l'église-forteresse au XIIe siècle l'annexa définitivement au christianisme. Au XIVe siècle, sous le pontificat des papes d'Avignon, le pèlerinage y était très populaire. À tel point qu'en 1343, Benoît XII fixa la célébration des Saintes au 25 mai et au 22 octobre.
Jean de Venette, auteur d'un poème sur l'Histoire des Trois Maries raconte qu'il visita Pierre de Nantes, évêque de Saint-Pol-de-Léon, alors atteint de la goutte et que ce dernier n'aurait dû sa guérison qu'à l'intercession des trois Maries. L'évêque accomplit alors en remerciement un pèlerinage aux Saintes-Maries-de-la-Mer en 1357.
Ce pèlerinage ne put qu'être connu des premiers Gitans qui entrèrent en Europe au début du XVe siècle. Primitivement associée aux deux autres Maries, Marie Madeleine avait vu son culte se centrer sur la Sainte-Baume, et Sara la noire l'avait remplacé dans la triade. Au cours de l'été 1419, les premières tribus gitanes apparurent sur le territoire de la France actuelle en trois lieux différents : Châtillon-sur-Chalaronne, Mâcon et Sisteron. Ces nouveaux venus furent craints car identifiés aux bandes armées qui dévastaient ces régions. Aussi, préférait-on les payer pour obtenir d'eux une passade rapide.

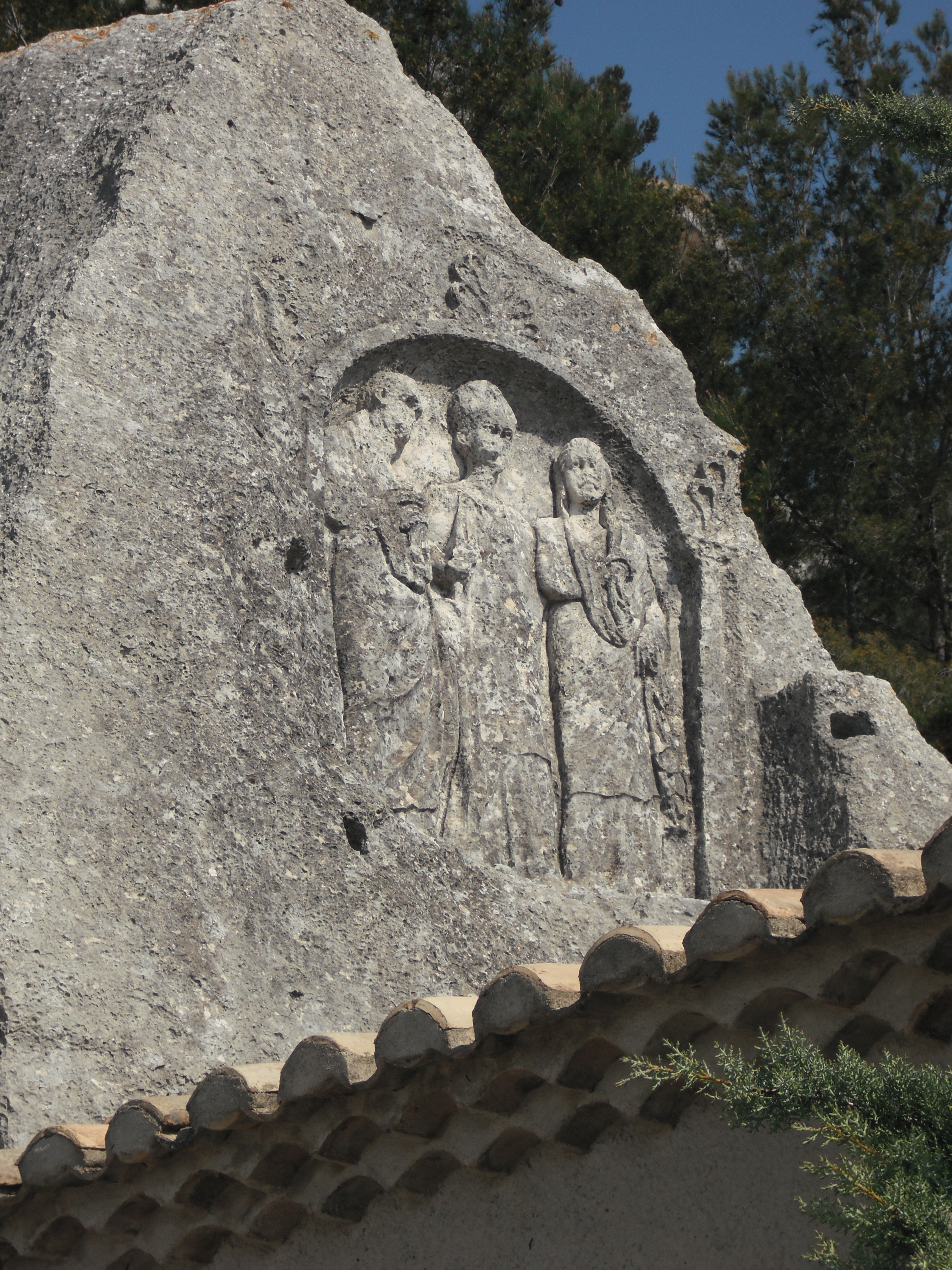
La stèle des Tremaie aux Baux-de-Provence.

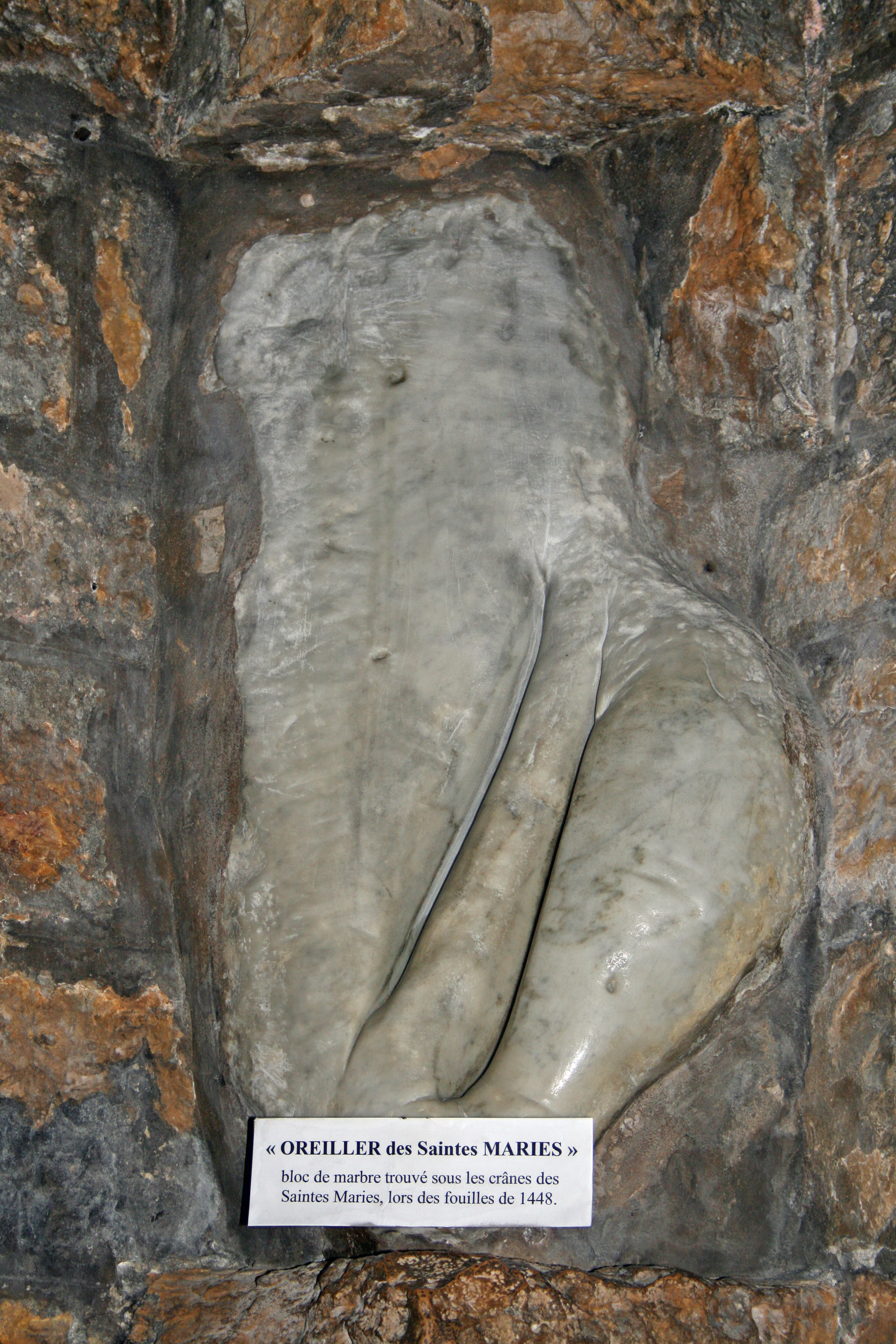
Oreiller des Saintes Maries découvert en 1448.

Les archives de la ville d'Arles conservent la trace de leur passage en avril 1438. Ils étaient alors à dix lieues des Saintes-Maries-de-la-Mer. Dix ans plus tard, en 1448, ce fut l'invention des reliques sous le règne du roi René. Sous l'autel de l'église on découvrit des ossements. Ils furent placés dans des châsses et transportés dans la chapelle haute. Lors des fouilles que le comte de Provence avait ordonnées, trois cippes furent exhumés, ils furent considérés comme les oreillers des Saintes. Toujours visibles dans la crypte de l'église des Saintes-Maries-de-la-Mer, les deux premiers sont consacrés aux Junons et le troisième est un autel taurobolique ayant servi au culte de Mithra. Jean-Paul Clébert suggère que le culte des trois Maries (les Tremaie) s'était substitué à un antique culte rendu aux trois Matres, divinités celtiques de la fécondité, et qui avait été romanisées sous le vocable des Junons.
La découverte des reliques attribuées aux Saintes Maries s'accompagna de la décision de les ostenter trois fois l'an, le 25 mai, pour la fête de Marie-Jacobé, le 22 octobre pour celle de Marie-Salomé et le 3 décembre. Une procession à la mer, avec la barque et les deux saintes, eut désormais lieu en mai et en octobre. Au cours de celle du 24 mai était associée Sara la Noire.
La première mention de Sara se trouve dans un texte de Vincent Philippon, bayle du viguier du comté de Provence, rédigé vers 1521 : La légende des Saintes Maries et dont le manuscrit est à la bibliothèque d'Arles. On l'y voit quêtant à travers la Camargue pour subvenir aux besoins du pèlerinage. En vérité, nul ne sait qui est Sara la Noire, ni comment son culte s'instaura aux Saintes-Maries. Ce qui est certain, c'est que la dévotion à Sara commença dans l'église des Saintes bien avant la venue des Gitans en Camargue.
On les retrouve, en 1595, au pied du mont Ventoux, au village de Faucon arrivant de Basse-Provence. Leur passade est rétribuée avec quatre pichets de vin. Comme ils reviennent le 19 du même mois, ils n'ont plus droit qu'à trois pichets. Nouvelle venue, le 23 juillet d'une bande de seize personnes qui accepte de ne pas s'attarder contre un pichet. Le vin étant apprécié, le 14 octobre une troupe plus nombreuse apparaît qui accepte de partir contre deux pichets. Le pichet valant alors trois sols, ce village du Comtat Venaissin s'en tirait à bon compte.
Quatre ans après, le village voisin du Crestet, résidence des évêques de Vaison, voit arriver Jean Delagrange, dit le comte des Bohémiens, avec sa tribu. Il achète sa passade contre quinze sous. Un demi-siècle plus tard, en 1655, le même village se trouve confronté à « la compagnie des Égyptiens du capitaine Simon ». Le ton a changé, il n'est plus question de négocier et les consuls ordonnent qu'ils soient expulsés « attendu le dégât que la compagnie aurait fait aux vignes et autres fruits du terroir ».
Seule la Révolution française interrompit momentanément le pèlerinage, qui reprit au début du XIXe siècle lorsqu'on commença à reparler des miracles et guérisons attribués aux reliques des Saintes femmes>.
Pourtant aux Saintes-Maries-de-la-Mer, c'est le « royaume de la misère et de la fièvre », comme l'explique le baron de Rivière dans son Mémoire sur la Camargue publié en 1825. Dans toute la Camargue sévissaient les fièvres paludéennes, le village des Saintes-Maries-de-la-Mer se désertifiait. Tour à tour avaient déserté le juge, les régents d'école, le médecin et les notaires. À la fin du siècle, Vidal de la Blache, après avoir passé une journée en Camargue, notait : « … En somme, pays en pleine décomposition sociale ».
Conscients de cette situation, les Saintois réclament le désenclavement de leur village, uniquement desservi par des chemins impraticables plusieurs mois dans l'année. Le projet des commerçants qui dirigent la mairie, en 1850, est de développer un tourisme balnéaire, le pèlerinage rapportant peu.

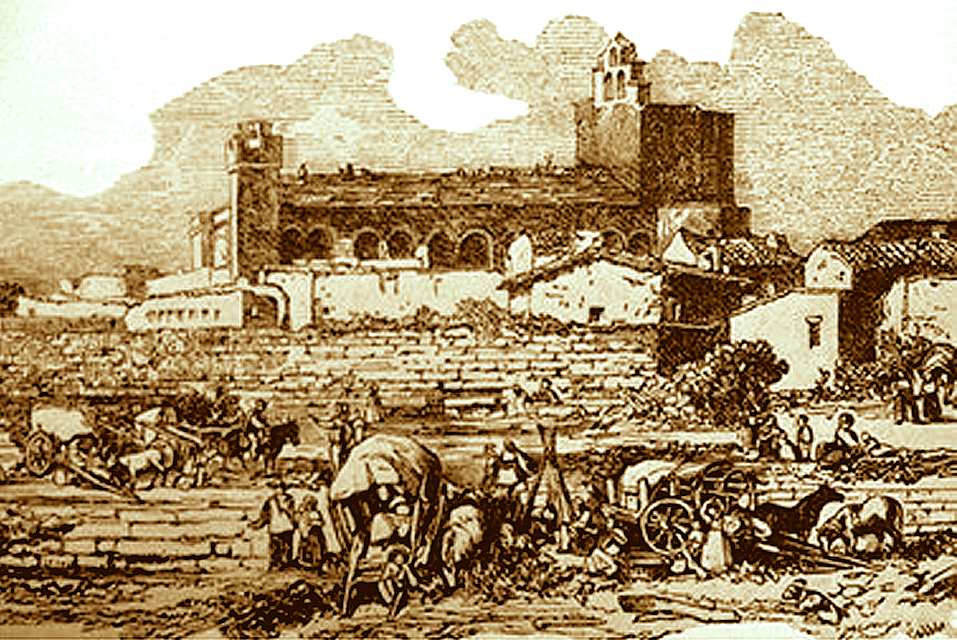
Campement de pèlerins aux Saintes en 1852 par J. J. B. Laurens.

Pas question alors de Gitans puisque leur présence n'est attestée qu'à la moitié du XIXe siècle. La première mention de leur participation aux pèlerinages des Saintes figure dans un article d'un journaliste de L'Illustration, Jean-Joseph Bonaventure Laurens, en 1852, avec une gravure de l'auteur.
Frédéric Mistral racontant sa visite en Camargue, en 1855, nota : « L'église était bondée de gens du Languedoc, de femmes du pays d'Arles, d'infirmes, de bohémiens, tous les uns sur les autres. Ce sont d'ailleurs les bohémiens qui font brûler les plus gros cierges, mais exclusivement à l'autel de Sara qui, d'après leur croyance, serait de leur nation ».

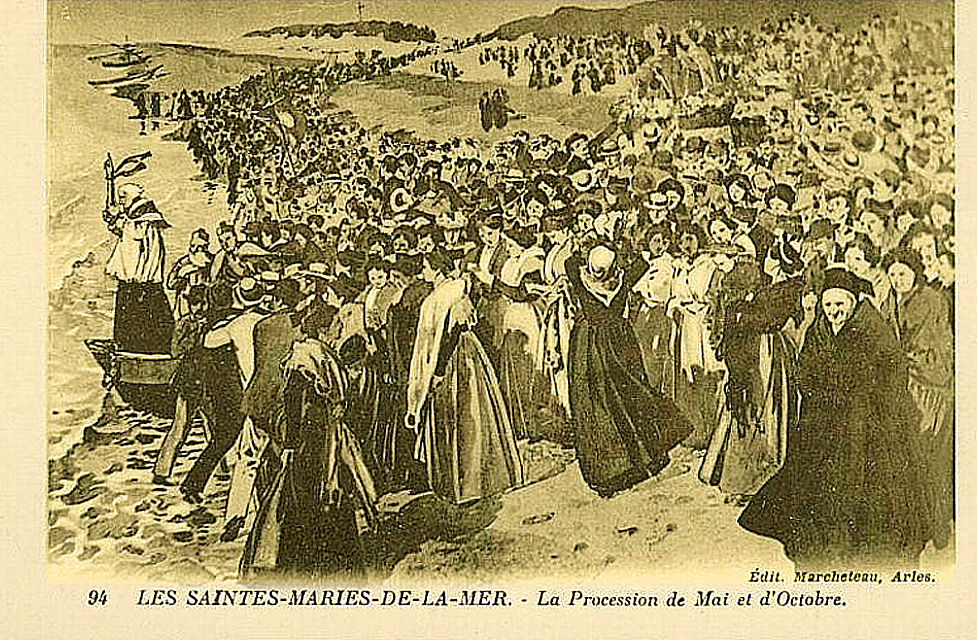
En 1903, bénédiction de la mer par le chanoine Ribon, curé des Saintes-Maries, lors des processions de mai et d'octobre avec une présence uniquement provençale.

Les Gitans ne sont pas signalés y compris dans les archives de police. Celles de la paroisse les ignorent, tout comme le journal du curé Escombard, qui fut en fonction aux Saintes-Maries de 1861 à 1893.
Les Gitans qui participent au pèlerinage durant cette période se fondent parmi les autres pèlerins. Ils dorment soit sous des tentes, soit dans l'église, ce que confirme le curé de la paroisse des Saintes : « C'est surtout par des gens du Languedoc qu'est fréquenté le pèlerinage du 25 mai ; on couche dans l'église ». Même si la présence, depuis la fin du XIXe siècle, de l'archevêque d'Aix-en-Provence en mai et octobre confirmait l'importance accordée à ces pèlerinages, cette présence populaire gêna certains puisqu'en 1873, le curé fit installer des tribunes payantes et numérotées dans l'église. Elles demeurèrent en place durant un siècle, garantissant à la fois une vue imprenable et le respect de la hiérarchie sociale.

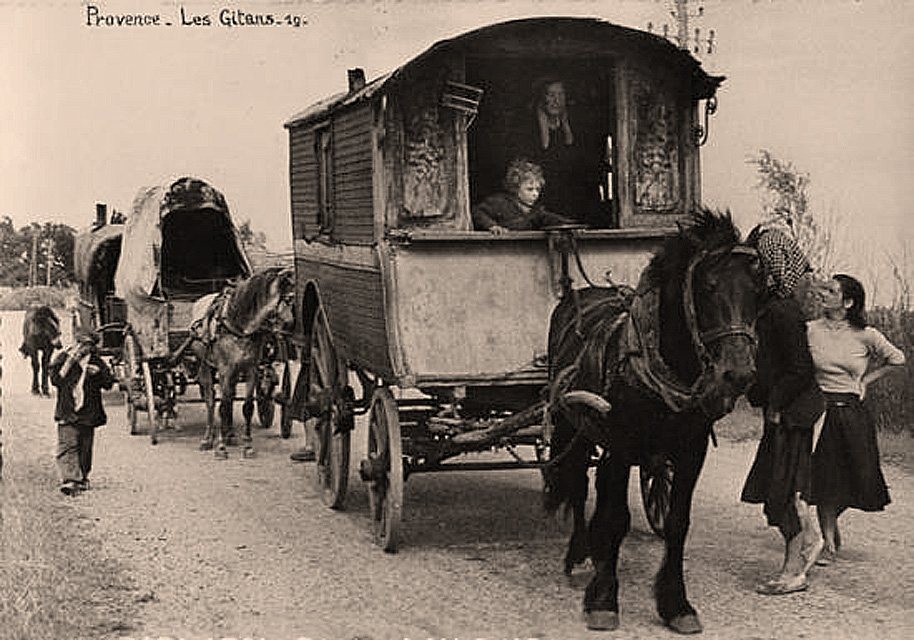
Verdines sur les routes de Camargue.

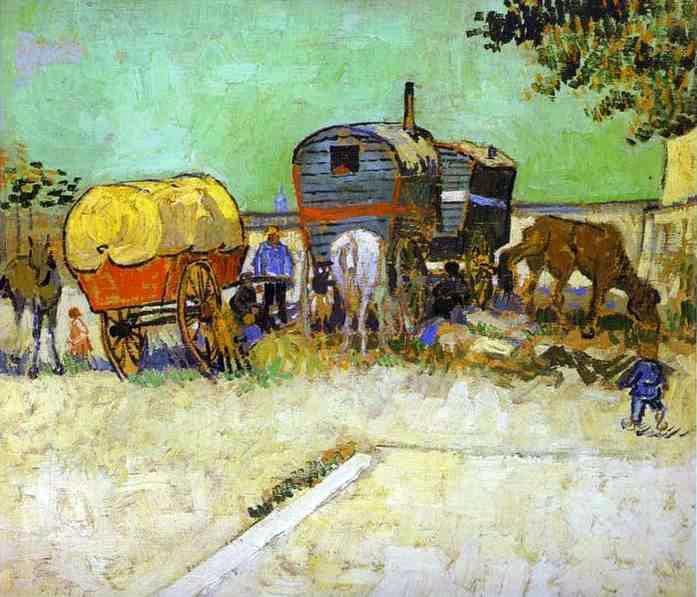
Campement gitan près d'Arles, par Vincent van Gogh, en 1888.

À partir de 1892, l'arrivée du train aux Saintes-Maries-de-la-Mer facilite l'accès au village. Les voitures de chemin de fer bondées déversent les pèlerins par centaines. En conséquence, les horaires des cérémonies s'adaptent aux horaires du train. Le guide de voyage Baedeker, dans son édition de 1886, ne mentionnait que l'existence des Saintes-Maries-de-la-Mer, mais, en 1897, il décrit la petite ville camarguaise accessible par voie ferrée, signale le pèlerinage et de la présence des Gitans>.
Le journal paroissial, tenu par les curés des Saintes de 1861 à 1939, quand il mentionne leur présence insiste sur « l'aspect étrange, déroutant ou les manifestations exubérantes et quelque peu encombrantes de leur dévotion ». Vers 1900, un curé se demanda même ce que ces Gitans venaient faire au pèlerinage de mai et quelles raisons peu avouables les faisaient se mêler aux pèlerins locaux. Par ailleurs, l'occupation nocturne de l'église donnait lieu à toutes sortes d'élucubrations que publiaient les journaux, il y était question d'élection de la reine des gitans, de célébration de messe noire, de rituels secrets et même de sacrifices sanglants.
Un autre curé moins hostile à leur présence, notait : « Les bohémiens sont déjà arrivés. Usant d'un droit très ancien qu'on leur a laissé d'occuper, sous le chœur de l'église, la crypte de Sainte Sara, leur patronne légendaire, ils sont là accroupis au pied de l'autel, têtes crépues, lèvres ardentes, maniant des chapelets, couvrant de leurs baisers la châsse de leur sainte, et suant à grosses gouttes au milieu de centaines de cierges qu'ils allument ».

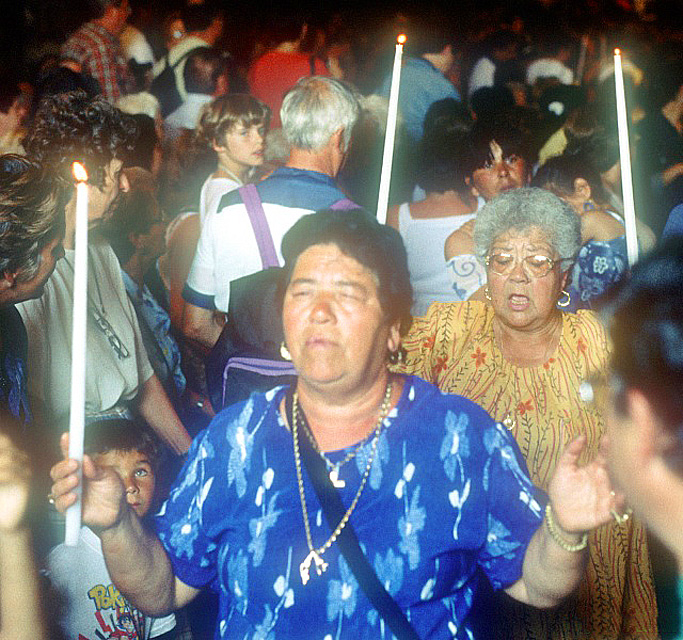
Procession nocturne aux Saintes-Maries.

Il est assez admiratif quand il rapporte : « Jour et nuit, ils chantent des cantiques et marmonnent des prières que personne ne comprend, dans un langage qui n'a pas plus de nom que d'histoire... C'est un spectacle unique que leur présence à ces fêtes. Elle donne au pèlerinage un caractère d'originalité qui ne manque pas de pittoresque et de grandeur ».
Si le curé des Saintes souligne « leur zèle excessif, leur démonstration enthousiaste, leur abandon diligent », il se demande s'ils sont véritablement chrétiens et il serait tenté d'en douter. Il explique : « Tout incline à croire qu'ils ne font aucune attention aux offices et ne prennent aucune part au culte traditionnel. Ils semblent consacrer toute leur dévotion à l'autel de leur sainte privilégiée. Au moment des acclamations aux Saintes Maries, la plupart restent muets ou s'obstinent à répondre par le cri unique de Vive sainte Sara ».

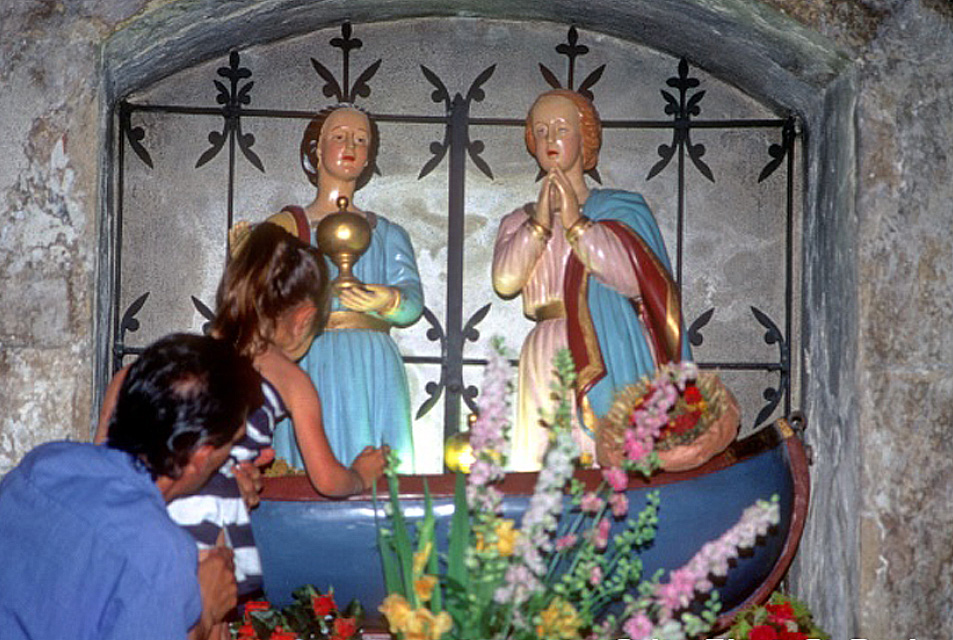
Baiser d'un enfant à la barque des Saintes.

Il reconnaît cependant que nombreux sont ceux qui sont attachés à la religion catholique, qui font baptiser leurs enfants ou qui appellent un prêtre pour leurs malades. Il constate de plus que « pendant les fêtes des Saintes Maries, leur attitude est des plus respectueuses. Les longues heures qu'ils passent à la crypte, la vénération qu'ils ont pour les saintes châsses, l'empressement qu'ils mettent à porter, toucher, baiser, faire baiser à leurs enfants, à la procession, la barque qui contient les statues des Saintes, se disputent les fleurs qui la parent, témoignent de leurs sentiments chrétiens. Pour être quelques fois bruyante et exagérée, leur dévotion ne dénote pas moins chez eux un certain esprit de foi et de confiance qui les honore et fait plaisir à voir ».
Dans le journal de la paroisse se trouvent aussi quelques indications sur le nombre de Gitans qui fréquentaient alors le pèlerinage. Jusqu'en 1939, sur un total de dix à vingt mille pèlerins, ils étaient un bon millier arrivant dans une centaine de roulottes.

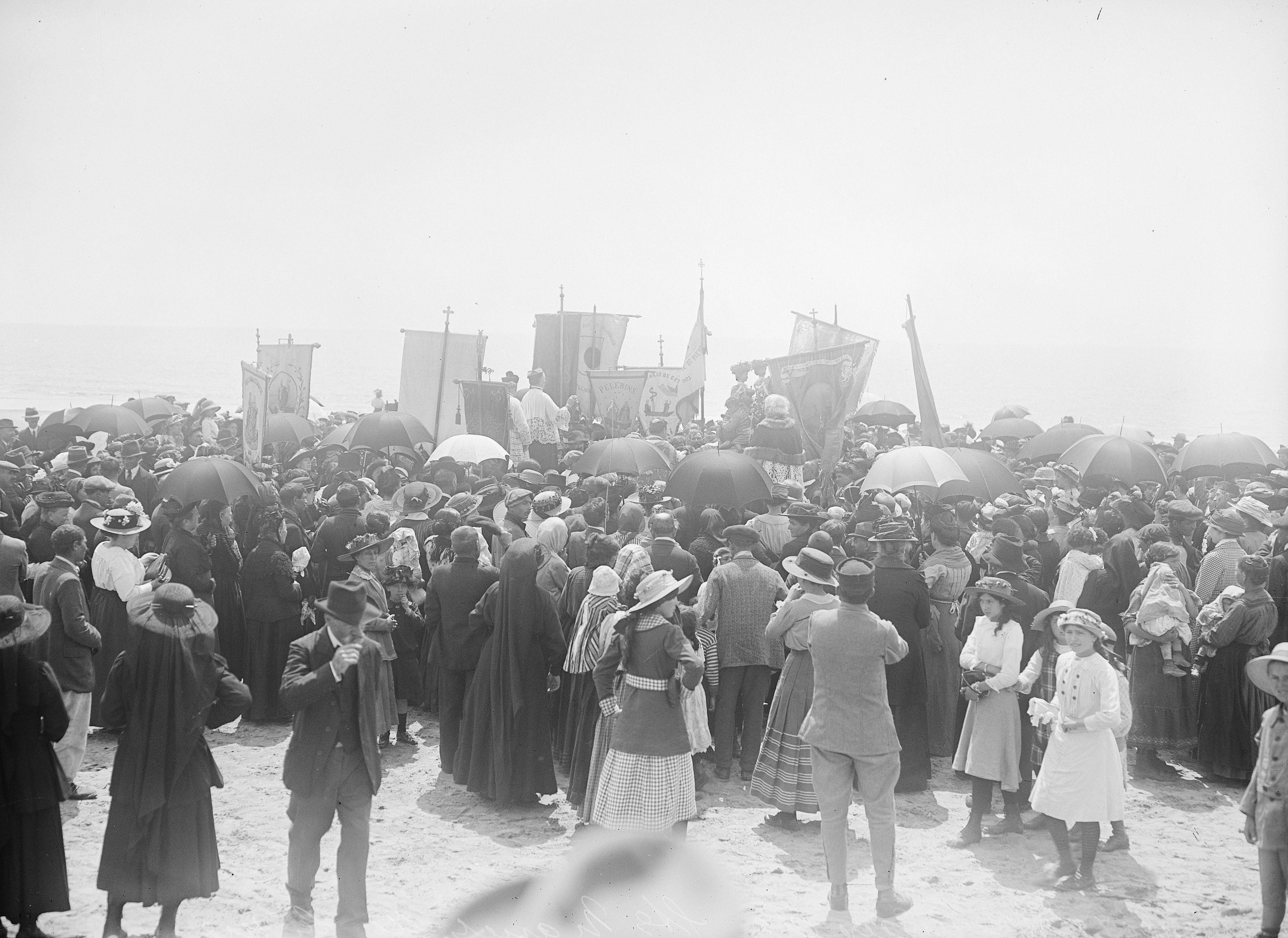
Pèlerinage des Saintes-Maries-de-la-Mer, en mai 1917.
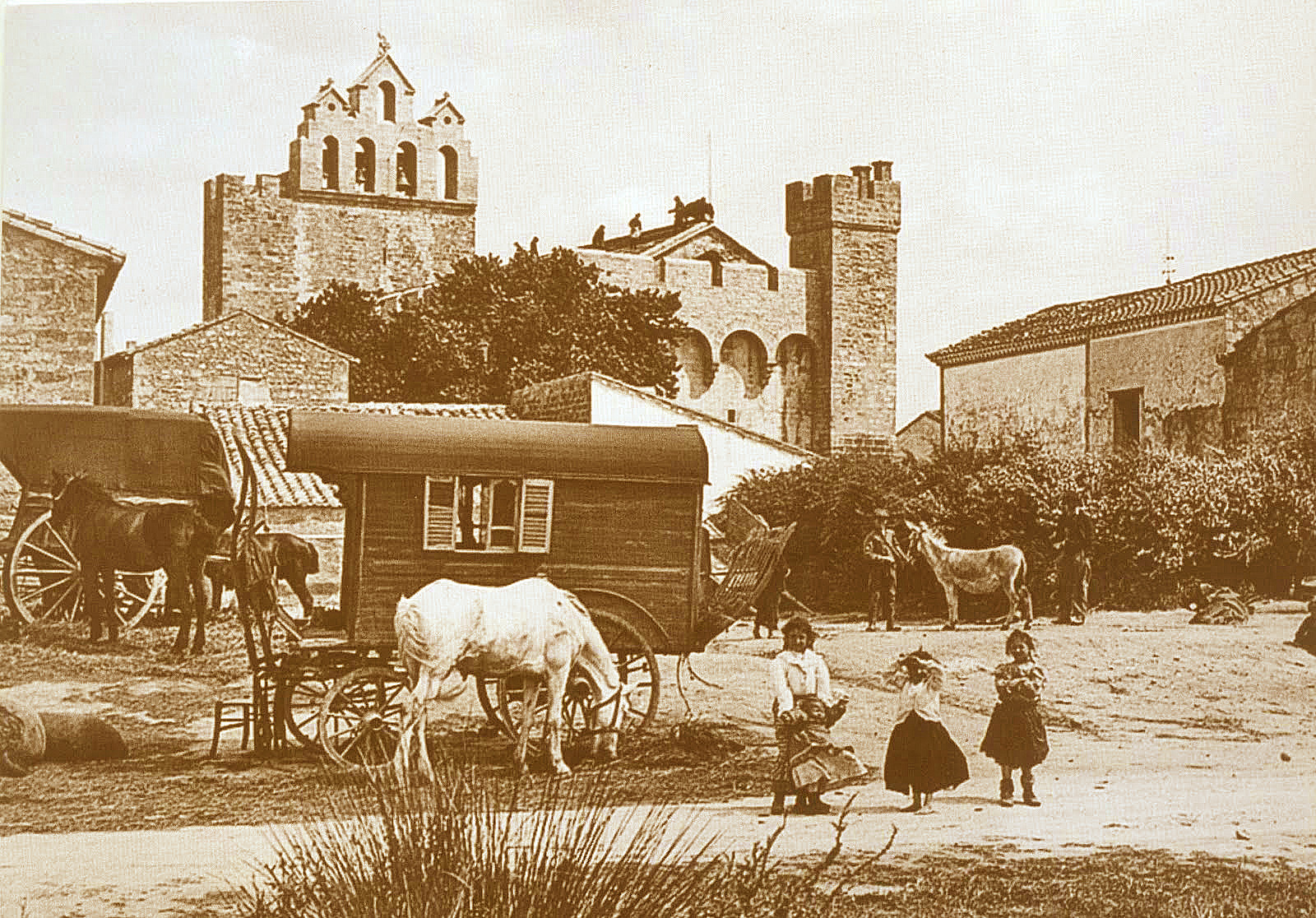
Campement gitan aux Saintes-Maries-de-la-Mer en 1927.
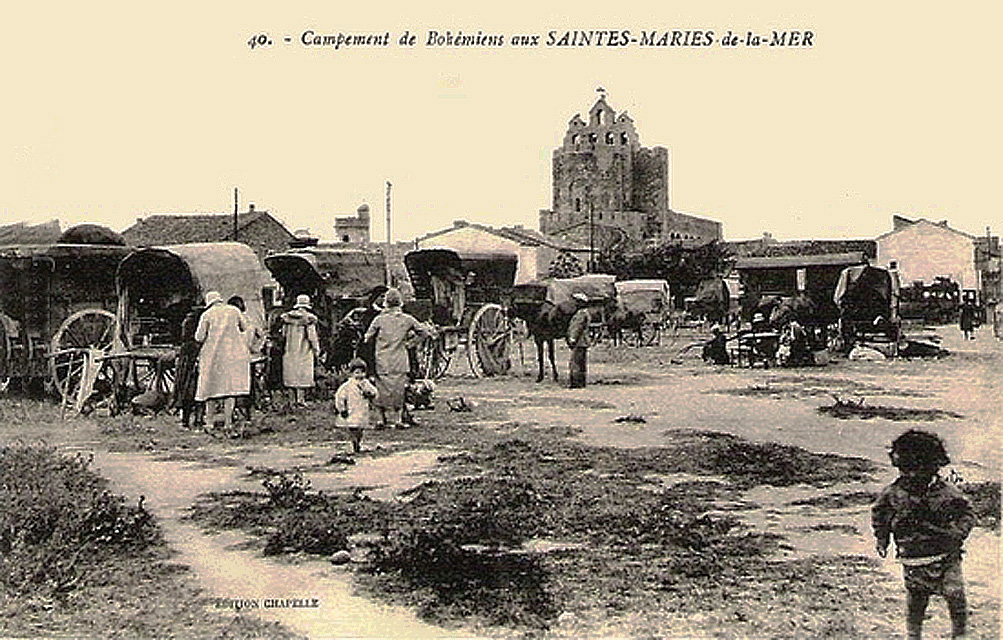
Avant la procession, les femmes du campement revêtent étole de renard et chapeau cloche.

Église et pouvoirs publics en cette fin de XIXe siècle, début de XXe, ne savent point trop quelle attitude adopter face aux Gitans. En 1895, un arrêté préfectoral interdit leur présence lors des fêtes de mai. Il est annulé trois ans plus tard, mais il est institué un registre des visiteurs pour entrer dans l'église. En 1907, une proposition de loi est déposée par Fernand David, député de Savoie, pour interdire tout rassemblement gitan lors du pèlerinage de printemps.

## Le marquis de Baroncelli crée une tradition

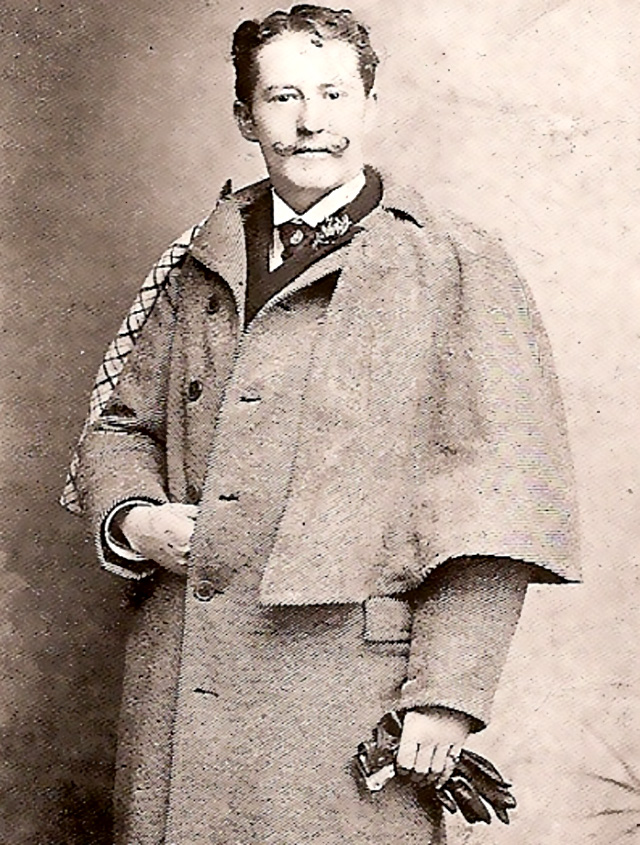
Folco de Baroncelli, en 1906, fondateur de la Nacioun gardiano.

Un Avignonnais, le marquis Folco de Baroncelli-Javon s'installe en Camargue en 1895. Sa présence sur place va tout changer car il va devenir le personnage incontournable de ce pèlerinage.
Folco de Baroncelli, extrêmement attaché aux traditions provençales suit les recommandations de Mistral, il écrit de la poésie et se charge d'organiser des manifestations populaires. En 1904, installé à la manade de l'Amarée, proche du village, il crée la Nacioun gardiano. Les gardians qui la composent participent aux processions, montés sur ses chevaux blancs. Ils sont très rapidement rejoints par les Arlésiennes en costume.
Le syndicat d'initiative de Provence ayant organisé un voyage spécial de Marseille aux Saintes-Maries-de-la-Mer pour quelque deux cents touristes, le 17 mai 1908, le marquis de Baroncelli prend l'initiative de les accueillir à la gare, à cheval avec ses gardians, puis de les accompagner jusqu'au village. Cela fait grand bruit et dès lors la « tradition » devient un des atouts majeurs du tourisme saintain.
En 1921, l'archevêque d'Aix, Maurice-Louis-Marie Rivière, autorise une messe réservée aux Gitans dans la crypte et ils participent pour la première fois à la descente des châsses de l'église haute. Baroncelli sent une nouvelle opportunité et, quatre ans plus tard, à la tête de ses gardians, le marquis escorte la barque des Saintes Maries le jour de la procession.

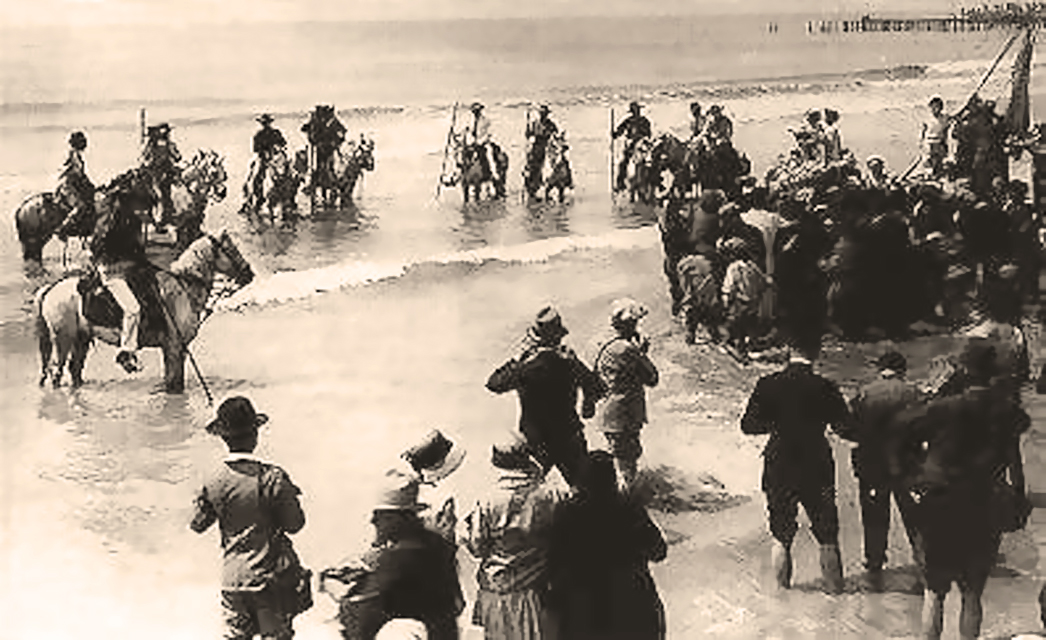
Le 24 mai 1935, les gardians accueillent les Saintes et Sara pour le bain de mer.

Mais son successeur, l'archevêque Emmanuel Coste, interdit le prêche en provençal et défend aux Bohémiens de porter la statue de Sara lors de la procession du 25 mai 1934. Afin que les Gitans aient leur place pleine et entière aux fêtes de mai, le Marquis se bat pour que le culte de Sara soit reconnu par l'Église. Le nouvel archevêque, Clément Roques l'écoute et il obtient gain de cause. Il accepte que lors de la bénédiction de la mer la statue de Sara soit présente et portée par les Gitans en procession jusqu'à la mer. C'est l'évènement historique du 24 mai 1935. Le clergé, réticent, ne participe pas à cette procession en faisant savoir qu'elle n'était que tolérée. Baroncelli contre-attaque et l'année suivante, c'est l'archevêque d'Aix qui précède et bénit la procession.

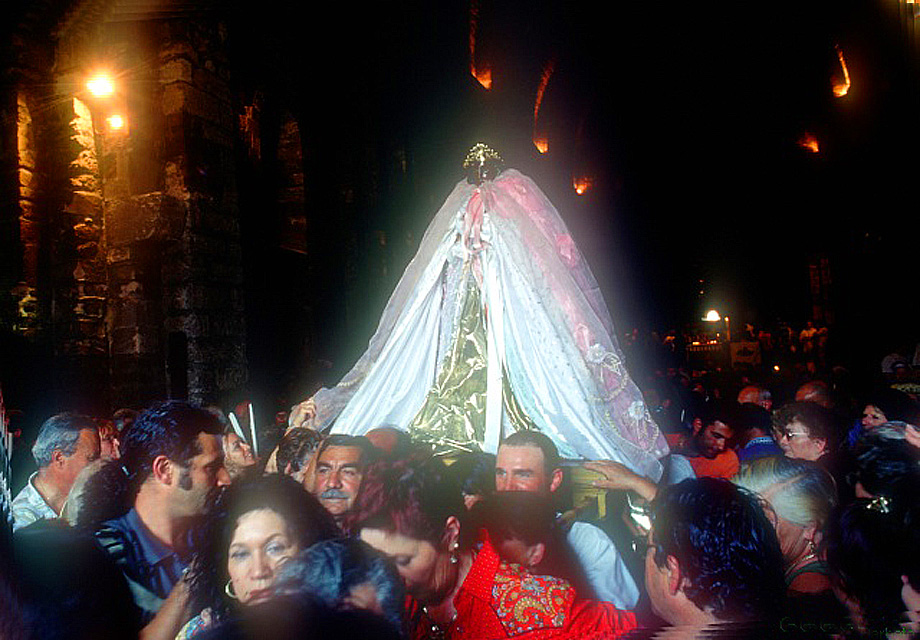
Sortie de Sara la Noire sur les épaules des Gitans.

Fini le temps où, afin de préserver « la dignité des cérémonies dans le chœur », l'accès des Gitans à la crypte de Sara la noire ne se faisait que par une porte dérobée. Les liens étroits que le Marquis entretenait avec certaines familles gitanes de Saint-Gilles et l'archevêché d'Aix a payé. La fierté des Gitans est immense, le pèlerinage vient de changer définitivement d'aspect.
Tout faillit être remis en cause en 1958 par l'Aumônerie nationale des Gitans. Pour contrer Sara la noire dont elle conteste la sainteté, elle introduit dans le pèlerinage gitan une Notre-Dame des Roulottes. Cette initiative relègue Sara au second plan. La presse locale ne manque pas de rappeler que dans la tradition catholique, Sara n'est en fait qu'une servante venue avec les Trois Maries.
La réplique se fit sur le même terrain du légendaire provençal. La Nacioun gardiano et les tenants du pèlerinage gitan rappelèrent que pour le Marquis Sara était la fille d'un roi des premiers occupants de la Camargue, les ancêtres des Gitans, et accueille sur la plage les premiers chrétiens arrivés de Palestine. Le diadème la rétablit dans son rang princier et de première chrétienne d'Europe.

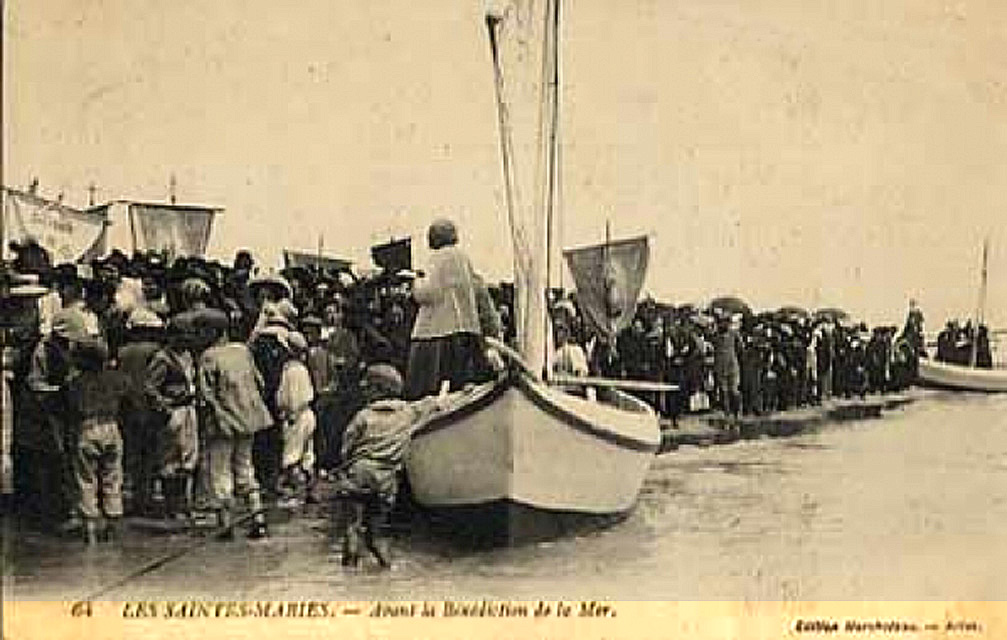
Avant la bénédiction de la mer.
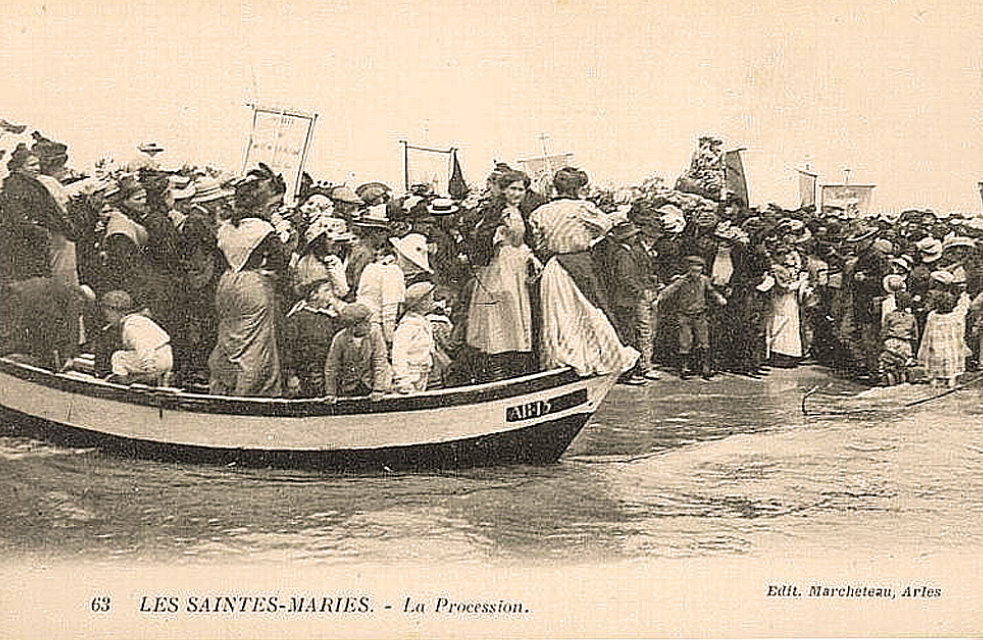
La procession des Saintes-Maries au début du XXe siècle.
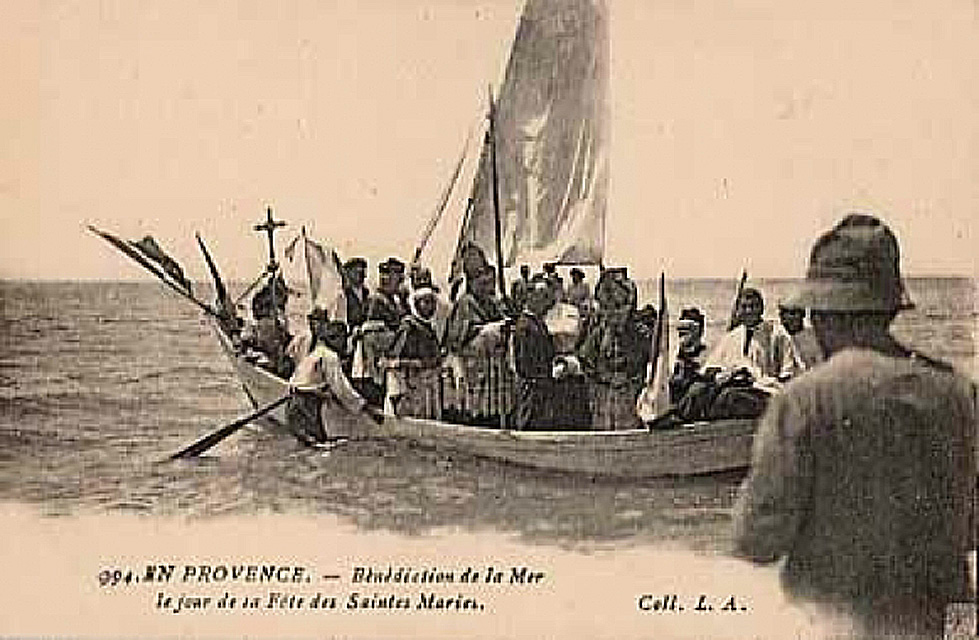
Bénédiction de la mer par deux évêques.

L'Église tenta de reprendre l'initiative en annonçant qu'elle avait l'intention de transformer la procession en chemin de croix. Cette proposition se heurta à un tollé général et à une opposition déterminée non seulement des Gitans, qui se voyaient déposséder de leur pèlerinage, mais aussi de la municipalité des Saintes qui voyait d'un mauvais œil disparaître une de ses principales ressources touristiques. Ce front unique contraignit le clergé à céder. Et depuis 1965, il participe, archevêque en tête, à la procession des Gitans et Sara à la bénédiction de la mer.

## Le pèlerinage des Gitans

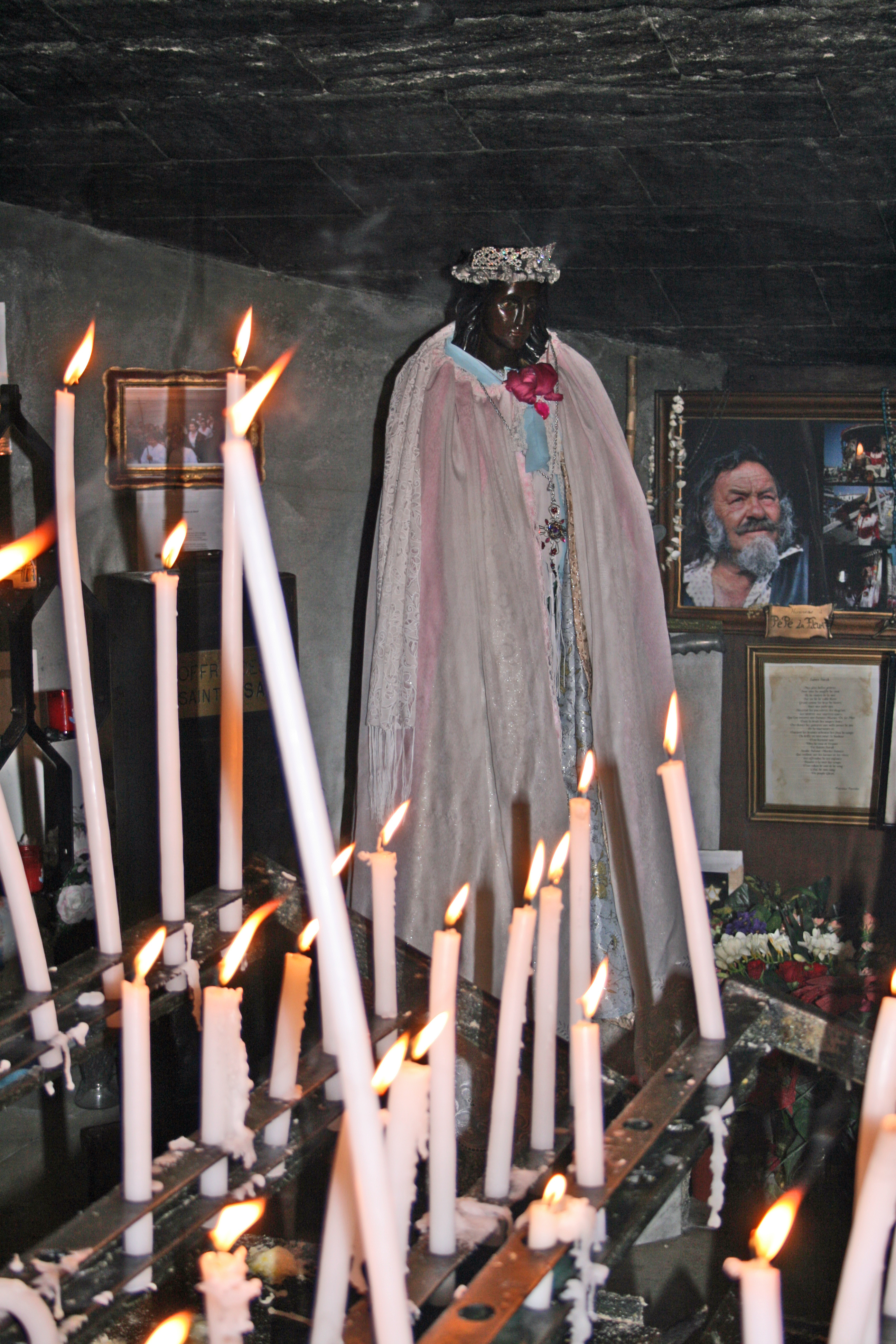
Sara la noire entourée de cierges dans la crypte de Notre-Dame-de-la-Mer.

Par la volonté de Folco de Baroncelli, l'intégration des Gitans au pèlerinage l'a métamorphosé. Tout d'abord il est devenu le pèlerinage international de tous les Gens du Voyage.
Durant la semaine qui précède la procession, des veillées se succèdent dans la l'église de Notre-Dame-de-la-Mer, dont la crypte est embrasée de cierges et baigne dans une chaleur d'étuve. Les fidèles sont précédés des violons et des guitares. Chacun se doit de prier très fort, de clamer des invocations, de présenter ses enfants à bout de bras devant les statues. Outre les messages déposés dans la boite aux intentions, on y glisse des linges d'enfants ou des bijoux. Les femmes habillent Sara qui est alors revêtue d'une cinquantaine de robes différentes. De nombreuses familles profitent de ce rassemblement pour faire baptiser leurs enfants, dans le sanctuaire camarguais.
Fernand Benoit, qui fut le premier historien à décrypter ce folklore, souligne pour les trois Maries et pour Sara, l'importance de la procession à la mer. L'immersion de la sainte noire, que font les Bohémiens, précède d'un jour celle des Maries en leur barque. La statue de Sara est immergée jusqu'à mi-corps.

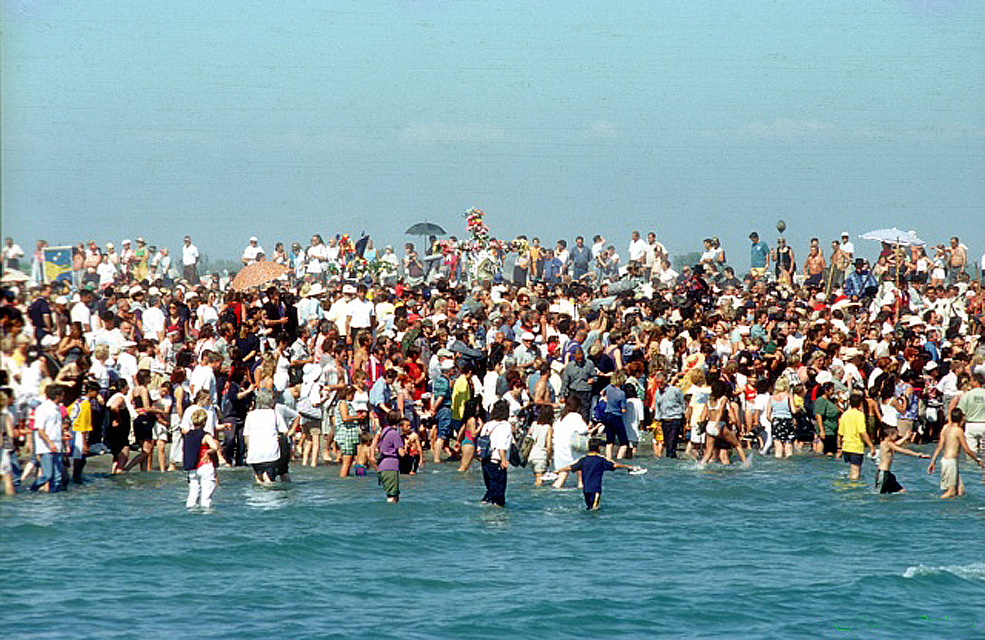
Le bain rituel.

En Camargue, l'immersion rituelle dans la mer obéit à une tradition séculaire. Déjà au XVIIe siècle, les Camarguaises et Camarguais se rendaient à travers les bois et les vignes, sur la plage, alors éloignée de plusieurs kilomètres de l'église des Saintes, et se prosternaient à genoux dans la mer.

« Le rite de la navigation du « char naval », dépouillé de la légende du débarquement, apparaît comme une cérémonie complexe qui unit procession du char à travers la campagne et pratique de l'immersion des reliques, il se rattache aux processions agraires et purificatrices qui nous ont été conservées par les fêtes des Rogations et du Carnaval »

— Benoit 1992
Et l'historien de souligner que ces processions à la mer participent au caractère même de la civilisation provençale et à sa crainte respectueuse de la Méditerranée puisqu'elles se retrouvent tant aux Saintes-Maries-de-la-Mer, qu'à Fréjus, Monaco, Saint-Tropez ou Collioure, liées à d'autres saints ou saintes.
Si le pèlerinage s'est transformé et renforcé jusqu'à nos jours, s'il a évolué, il l'a fait dans le cadre de l'évolution des rapports de la société saintoise et des populations gitanes. Comme l'explique Marc Bordigoni : « Le caractère emblématique de ce moment s'est traduit, par exemple en 2001, par la tenue de l'assemblée générale de deux importantes associations intervenant dans le monde du voyage, par la venue de dix élèves de l'École nationale d'Administration en voyage d'études, par un débat avec le préfet responsable des Gens du Voyage au ministère de l'Intérieur, par la présence d'un émissaire du Vatican ».

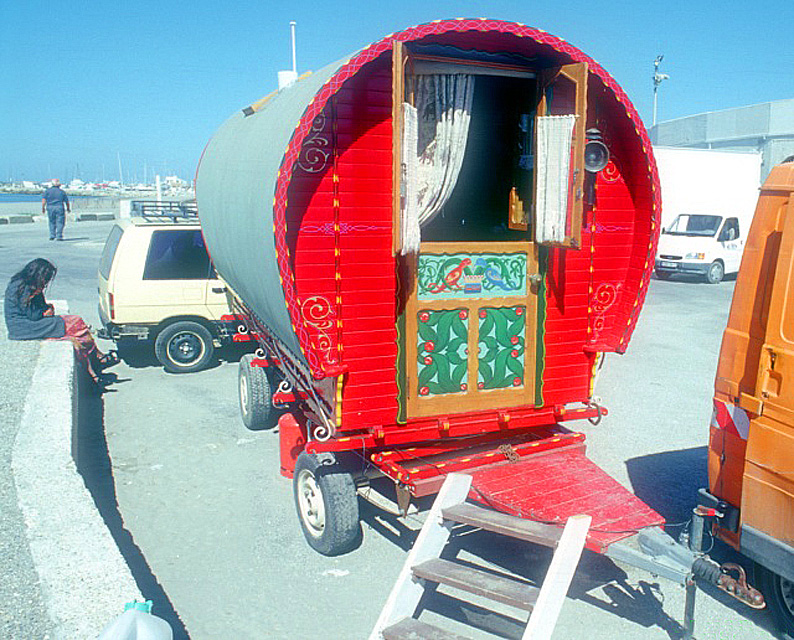
Ancienne verdine modernisée.

Des quelques dizaines de verdines hippomobiles qui se garaient sans peine dans les rues du village, souvent devant la même maison, ce qui permettait de tisser des liens avec l'habitant, l'affluence des Gens du Voyage comme des touristes a modifié les règles du jeu. Les stationnements sont réglementés, les renforts de gendarmerie et de gardes mobiles omniprésents, les besoins en sanitaires et en points d'eau extérieurs importants. Il n'est même plus possible de faire des feux de camp.
Au cœur des Saintes se trouve la place des Gitans. Là stationnaient et stationnent encore, nombre de caravanes, tandis que les huit ou dix mille gens du voyage s'installent péniblement dans le bourg camarguais. Les caravanes forment une cité éphémère avec ses avenues, ses venelles et ses quartiers.

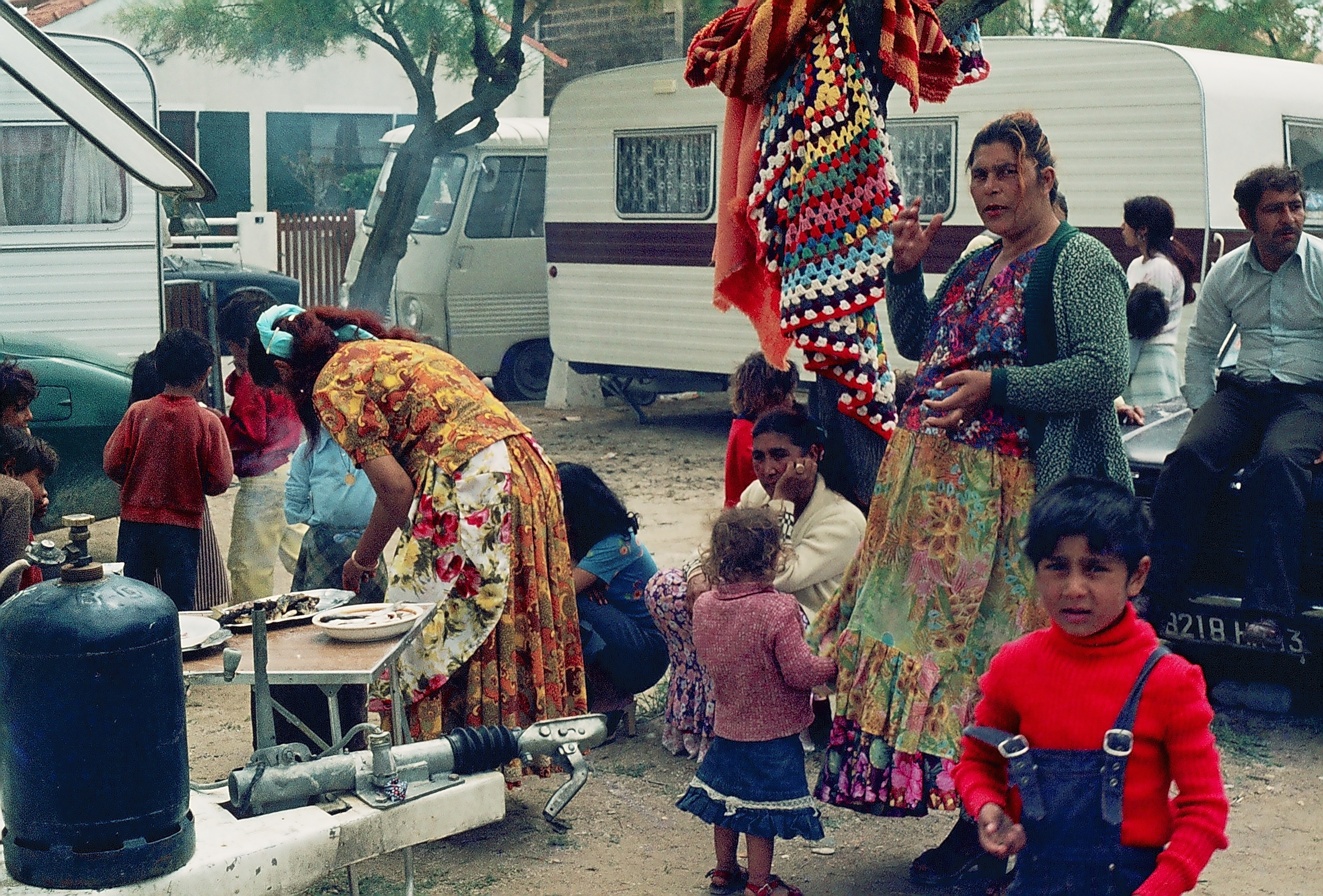
Regroupement de caravanes gitanes.

Le pèlerinage a connu une croissance de quelques milliers de personnes au début du XXe siècle pour atteindre 40 000 personnes certaines années. Aujourd'hui on compte entre sept et dix mille Gitans pour quatre à cinq mille pèlerins venus des départements voisins.
C'est une limite due à la situation géographique des Saintes, village entouré d'eau, par la mer au sud et par les étangs au nord. Mais tel qu'il est devenu le pèlerinage des Gitans bénéficie d'une large couverture médiatique, en particulier les médias privilégiant la photographie ou le film.
Il est sûr que la mise en scène voulue par le Marquis a donné à ce pèlerinage un impact touristique immense. Déjà, la descente de châsses et les deux processions à la mer constituaient un fait touristique important. Mais la présence majoritaire des Gitans, accueillis en Provence camarguaise est devenu l'élément le plus attractif.

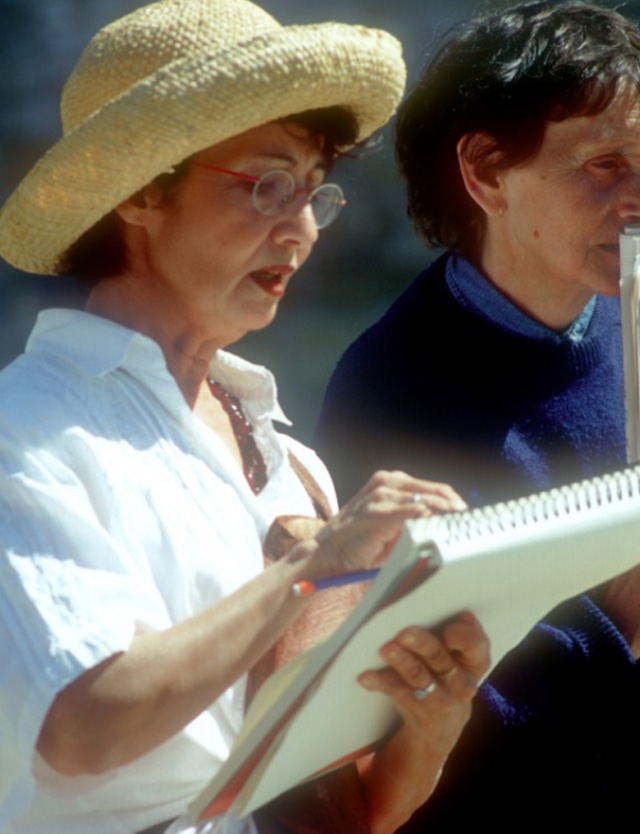
Touriste croquant une scène du pèlerinage gitan.

Pour rompre avec la conception traditionnelle du Gitan et de sa famille, une exposition est organisée chaque année dans les locaux du Relais culturel. Elle permet de répondre aux interrogations des touristes, tout en mettant en valeur quelques artistes d'exception, dont les joueurs de flamenco. Le principal étant Manitas de Plata qui a ébloui Pablo Picasso, et que Lucien Clergue a souvent photographié aux Saintes.
En l'an 2000, une soirée musicale s'est déroulée dans les arènes. Elle était organisée par Chico Bouchikhi (ex-Gipsy Kings), et mêla un public de Saintois, de touristes et de gens du voyage, « tous devenant également spectateurs, chacun retrouvant sa place particulière dès le lendemain ». La gitanité était devenue à la mode.
Cette culture gitane a fait la renommée des Saintes. Elle est d'ailleurs indispensable à ce village, vivant du tourisme. Ses habitants s'en servent puisque nombre d'enseignes commerciales ont choisi un nom faisant référence au monde gitan.
Par contrecoup, certains touristes considèrent les Saintes à l'égal d'un Disneyland camarguo-gitan. Ils en réclament tous les services qu'ils pensent être en droit d'exiger. À contrario, certains restaurateurs tiennent à conserver leurs horaires, et refusent le service continu que d'autres offrent déjà. Ce tourisme de masse influence fortement la vie du village et induit plus de mutations que le traditionnel pèlerinage n'a jamais pu le faire.

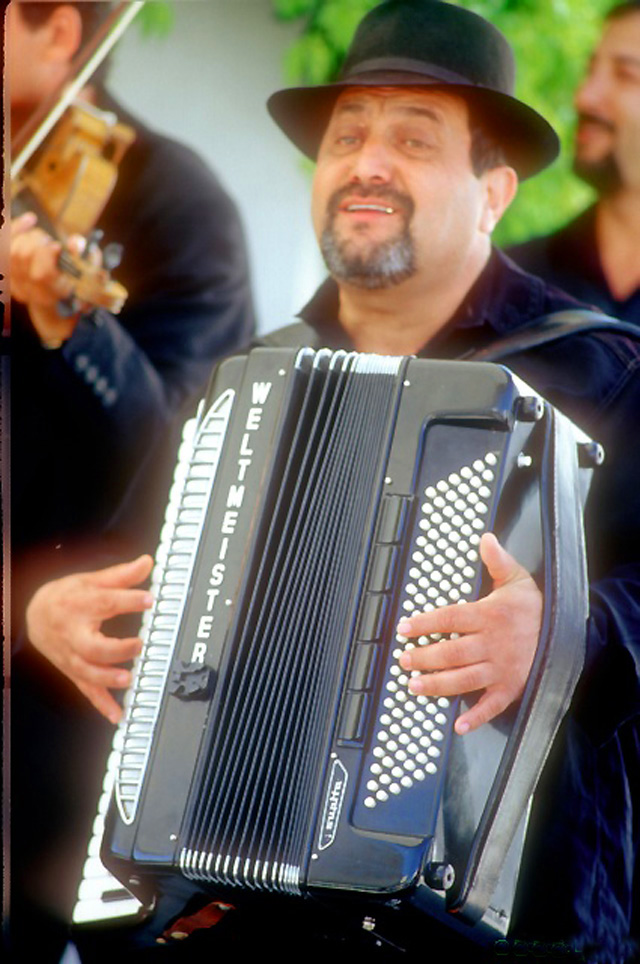
Accordéoniste.
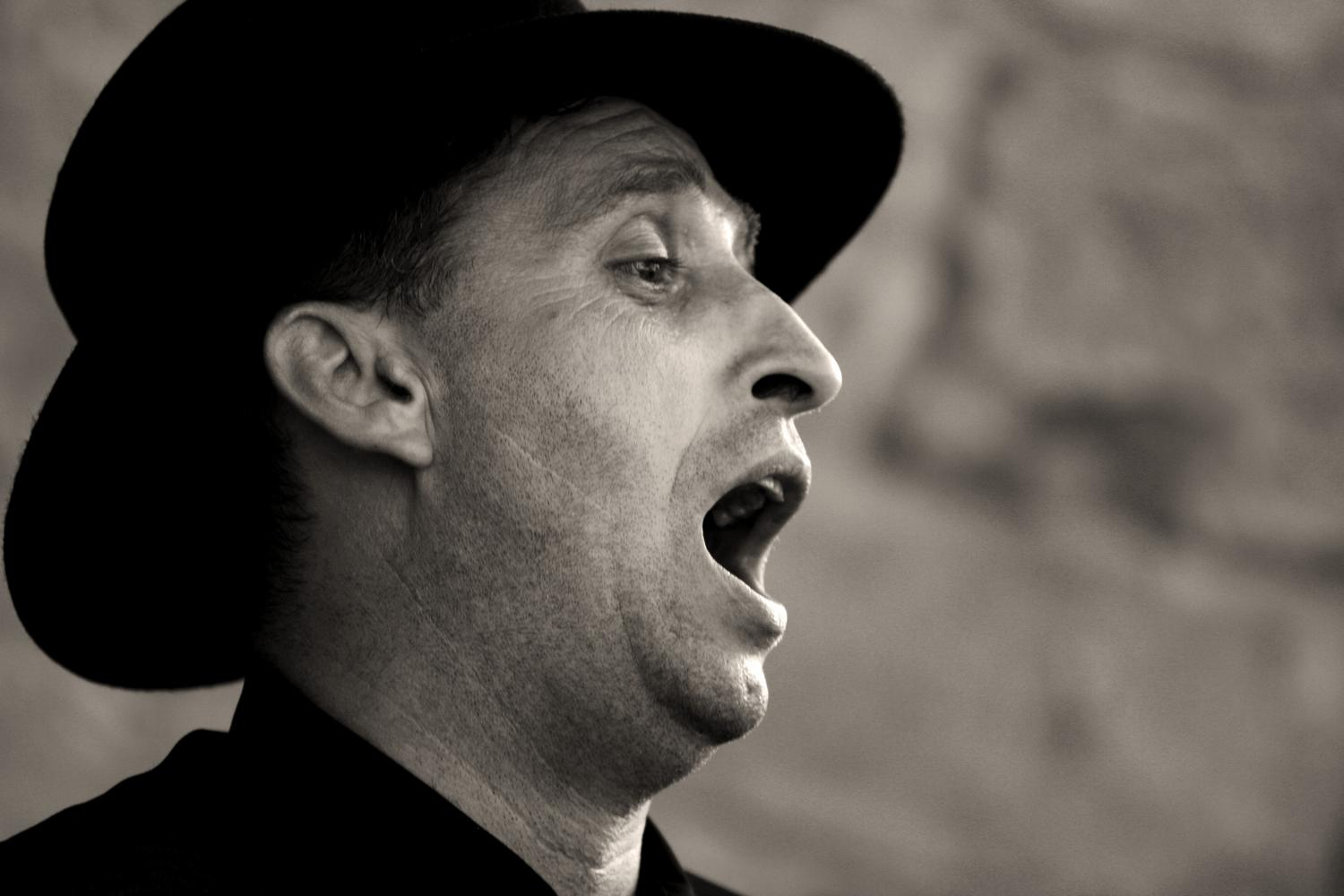
Chanteur.
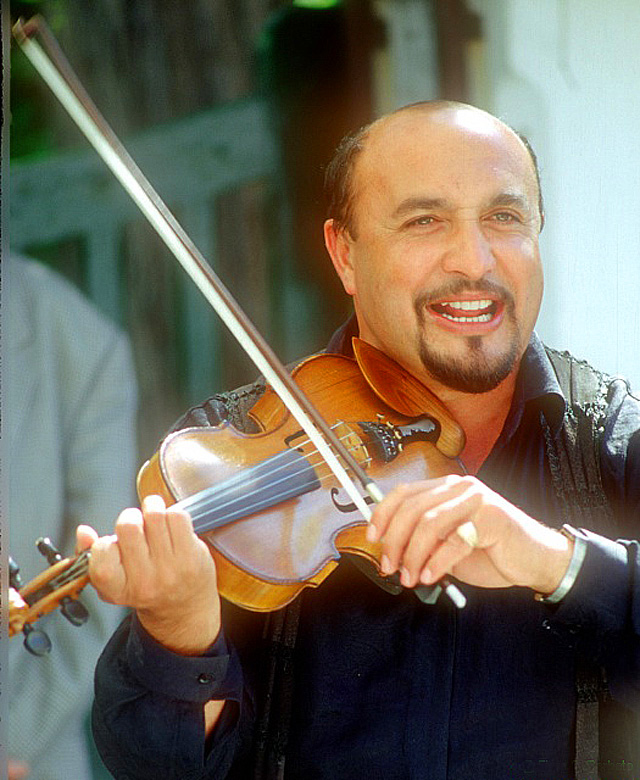
Violoniste.

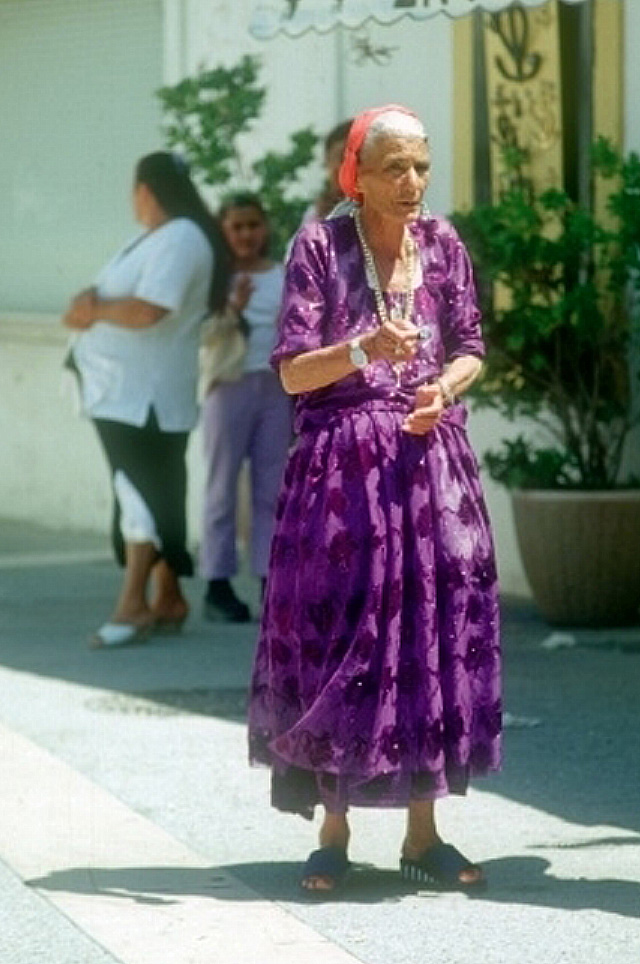
Diseuse de bonne aventure.

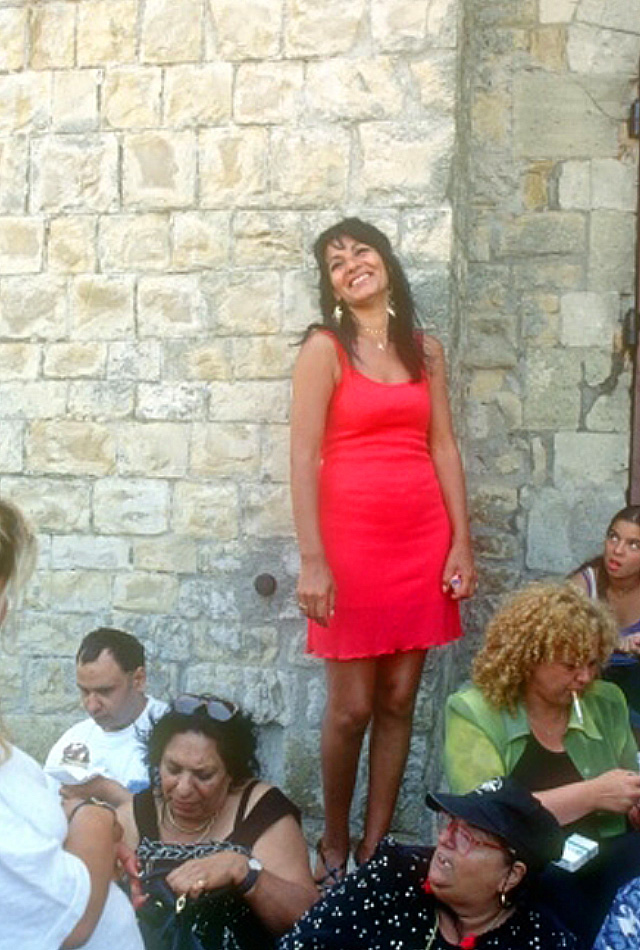
La Sardinha.

Le spectacle est en ville. Il y a d'abord les musiciens, guitaristes de flamenco, accordéonistes roms, violonistes manouches. Ils provoquent ou accompagnent les danses gitanes, où s'exercent jeunes et moins jeunes, et se régalent d'accompagner des « dames originales, qui souvent d'une année sur l'autre reviennent et se voient attribuer un sobriquet, comme la Sardinha, par exemple ».
Pendant ce temps, les Romnia, ne se privent pas de lire les lignes de la main et de dire la bonne aventure sur la place de l'église. Les appareils photos crépitent et les caméscopes tournent. Photographes et cadreurs ne sont pas tous des touristes. Chaque année, viennent une cinquantaine de professionnels pour couvrir l'évènement, dont quinze équipes de télévision.
Autre moment important lors des processions, la présence des Arlésiennes et des gardians en costumes traditionnels. Ces Provençaux sont un des sujets favoris des preneurs d'image.

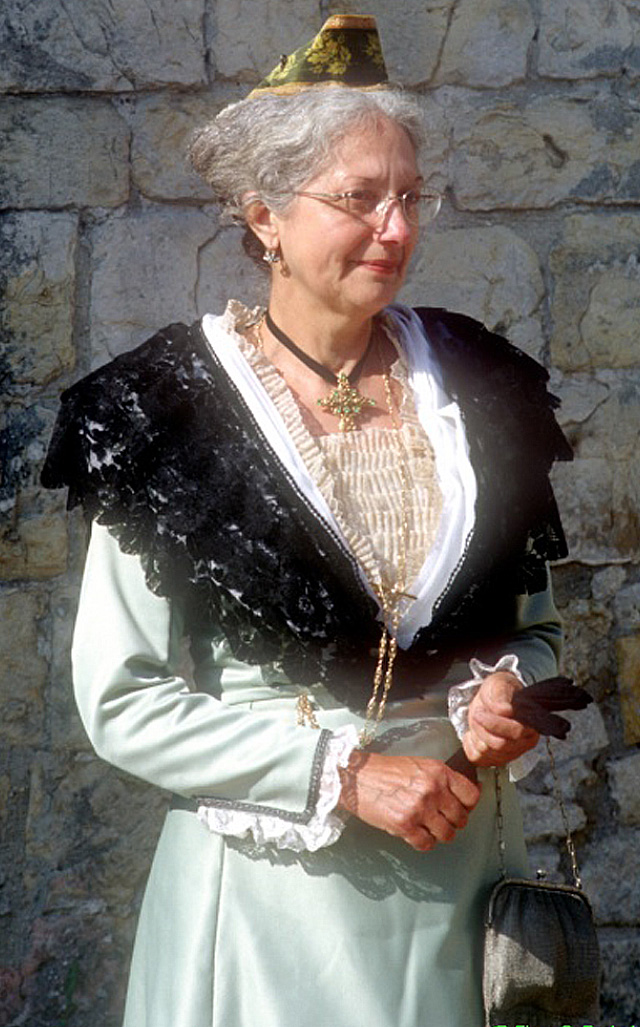
Arlésienne en costume.
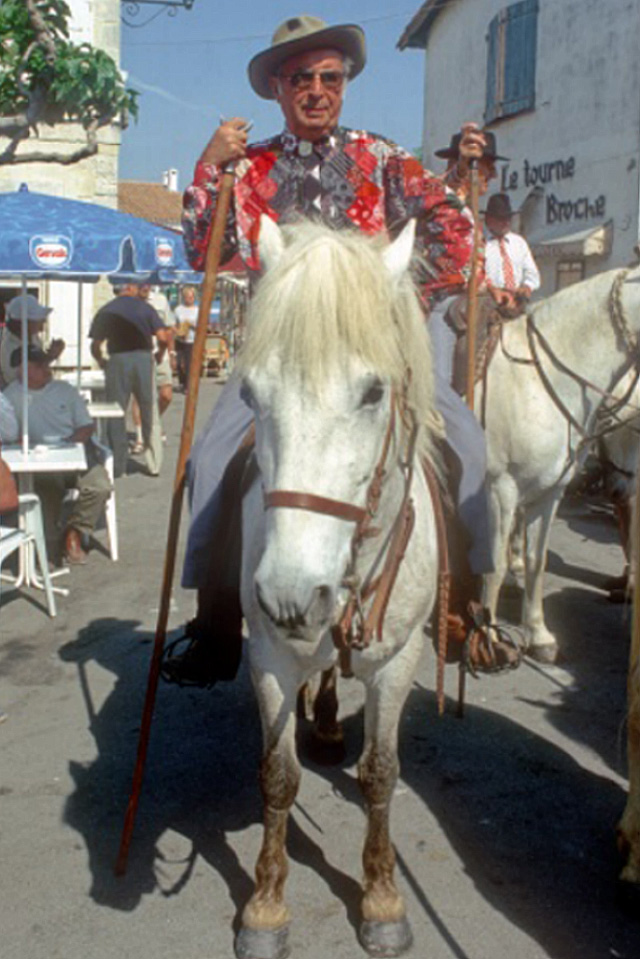
Gardian.
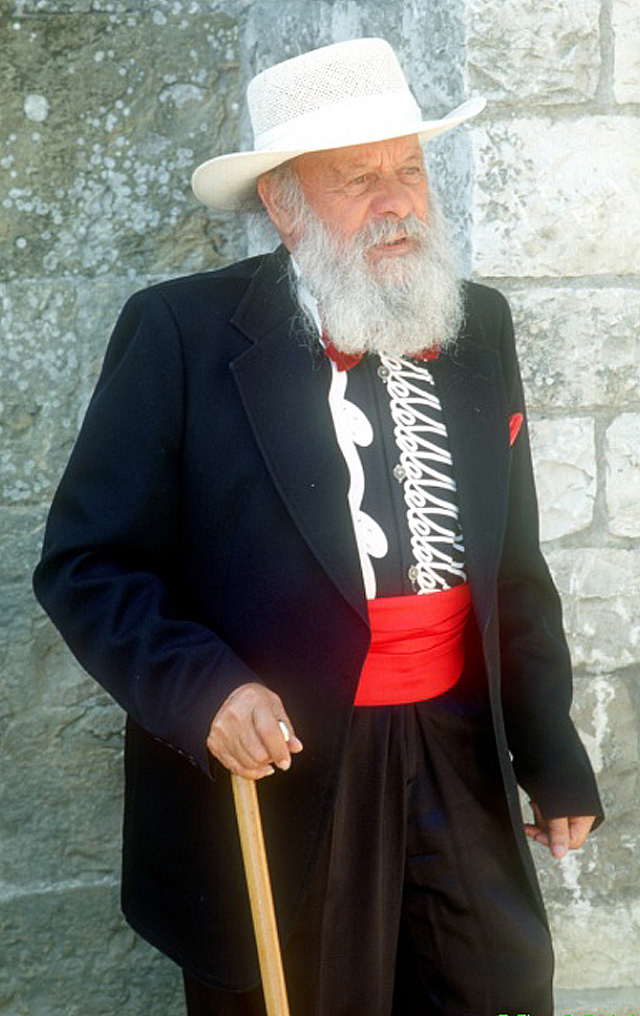
Un Saintois, Denys Colomb de Daunant.
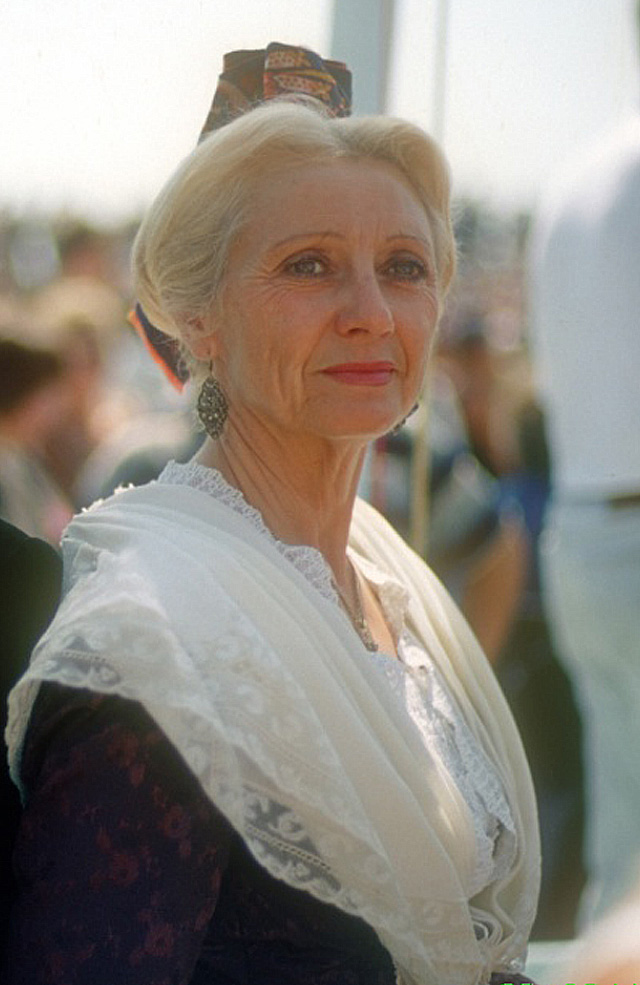
Costume d'Arles.

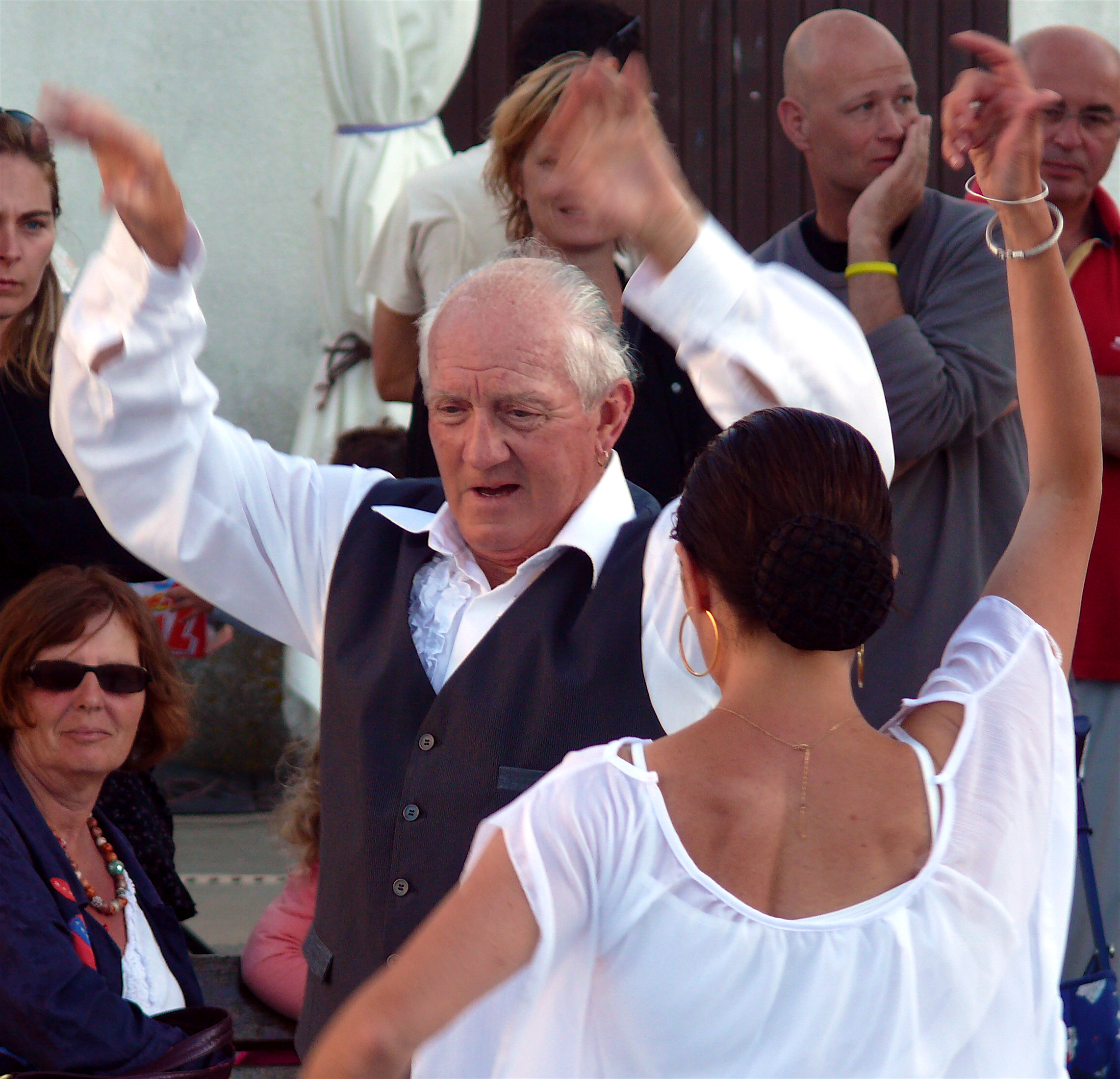
Danse gitane.

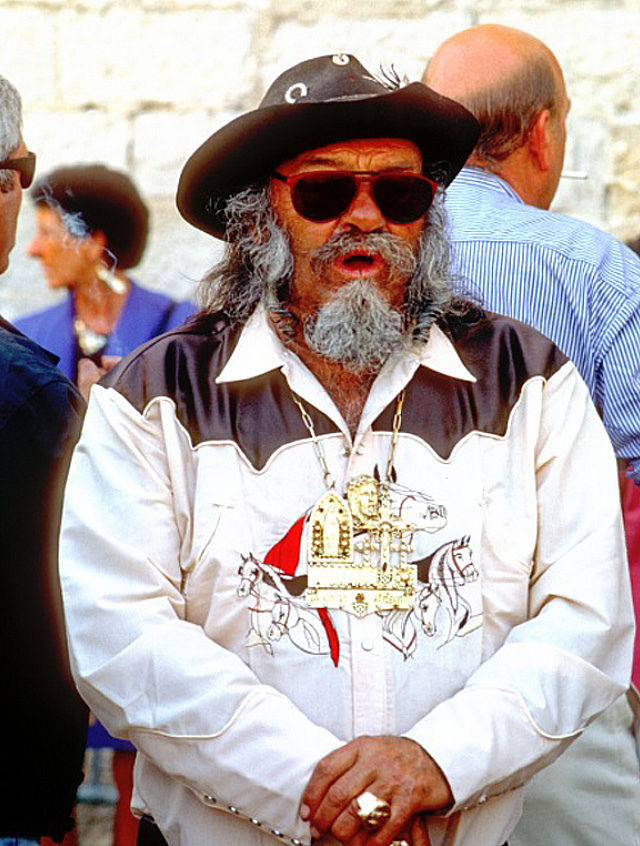
Manouche.

L'aspect le plus frappant de ces festivités est l'habit, ou plus précisément la gamme très variée des habits. Marc Bordigoni remarque : « On croise des Romnia avec leurs longues robes à fleurs, des Gitanes superbement habillées à la mode andalouse, des jeunes filles perchées sur des chaussures compensées de quinze centimètres et aux tenues plutôt sexy, des jeunes hommes en costume ou chemise blanche mais portant de la marque, de grosses chevalières d'or aux doigts, des tatouages plus ou moins discrets sur le bras, quelques enfants dépenaillés – presque grimés en pauvres gavroches dirait-on – une guitare à la main, des hommes sur leur trente et un avec ou sans chapeau, quelques types épatants de Voyageurs ». Cette variété vestimentaire n'est pas le seul fait des pèlerins Gitans et se retrouve chez tous les autres groupes sociaux.

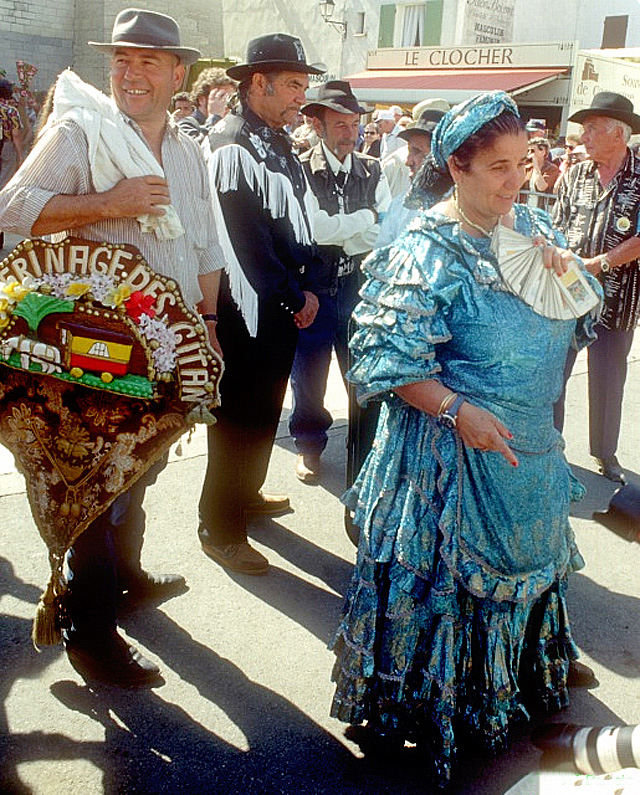
Tenues typiques.
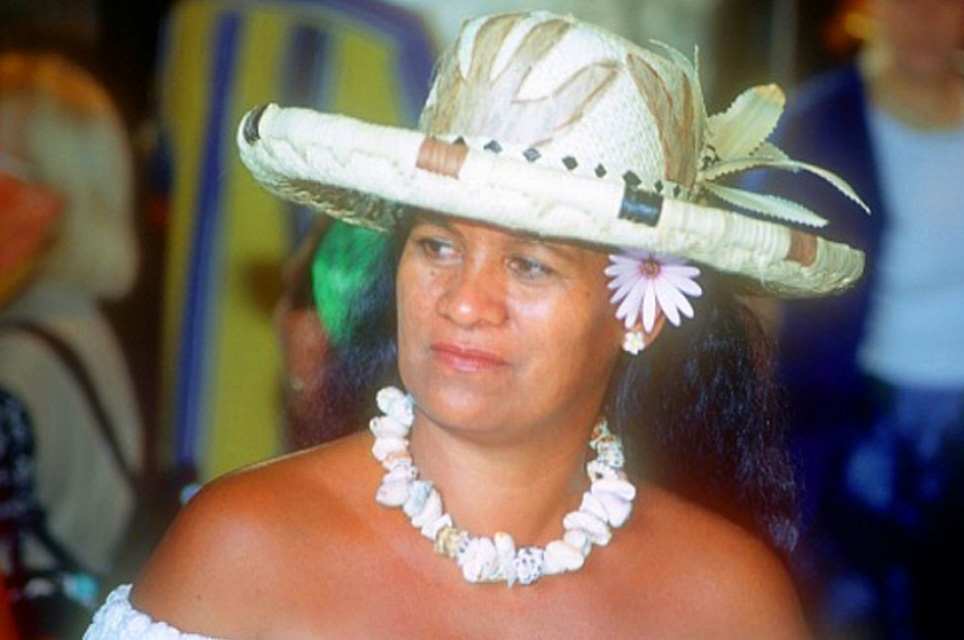
Élégance gitane.
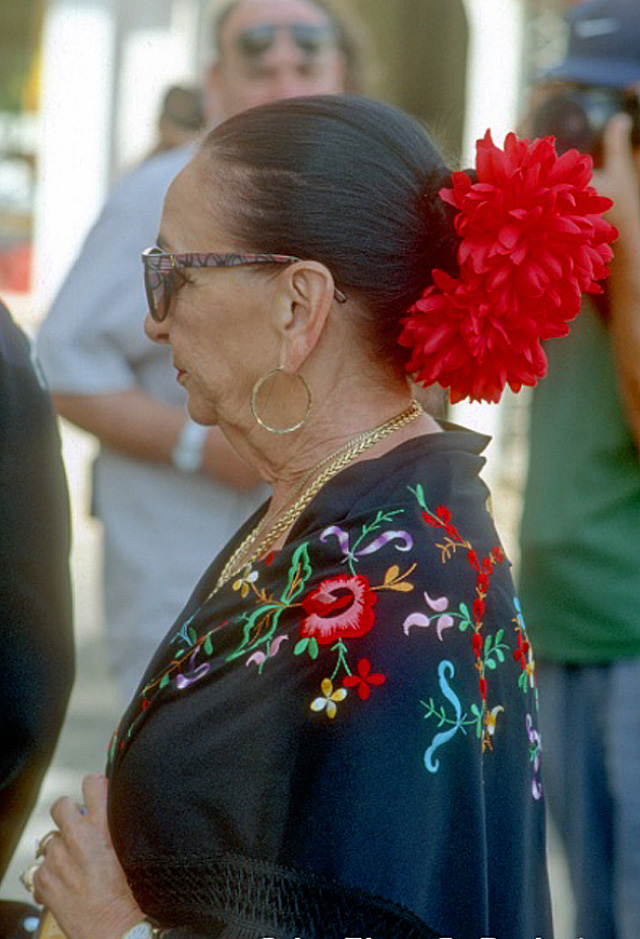
Tenue classique.

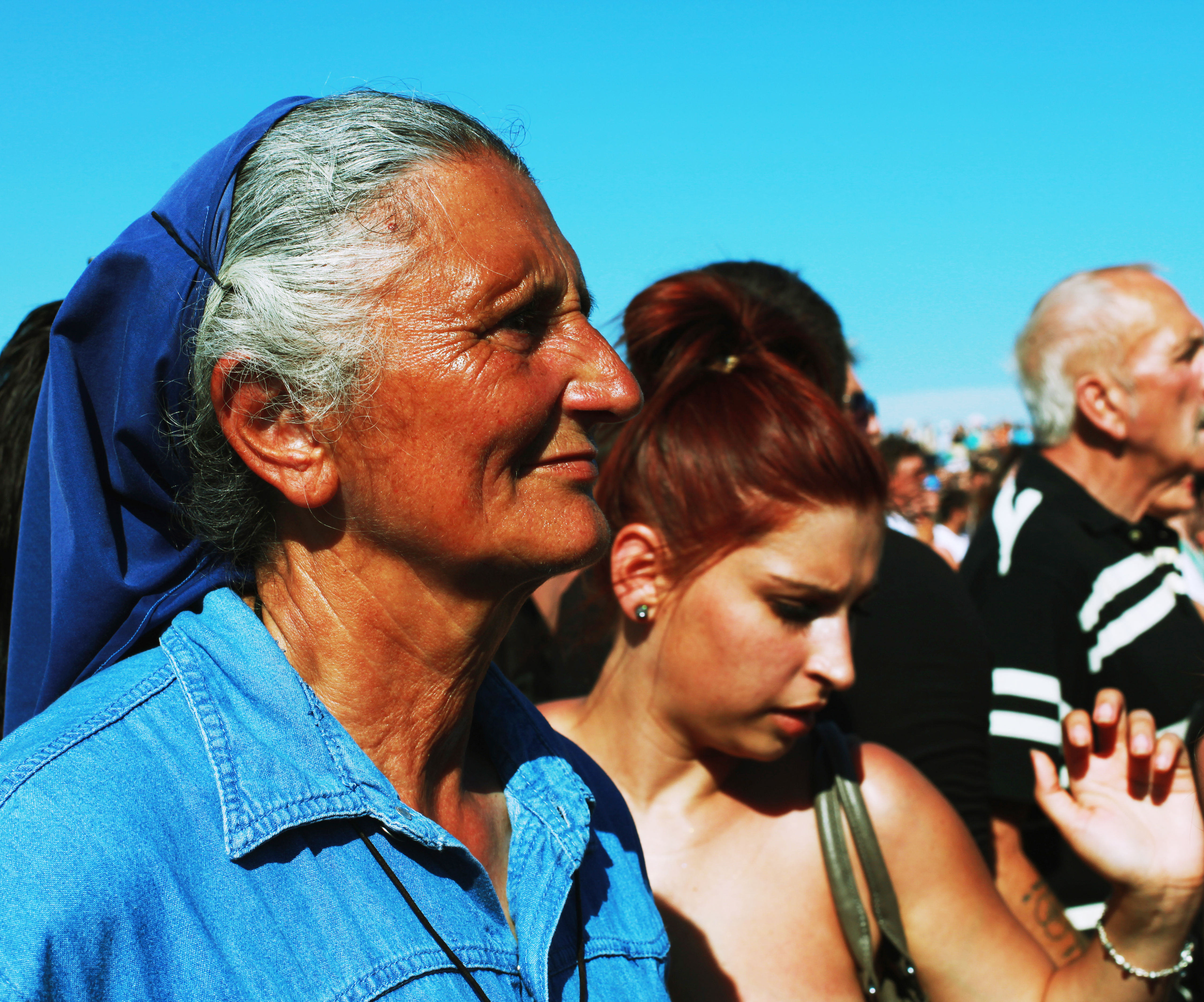
Religieuse et sa protégée.

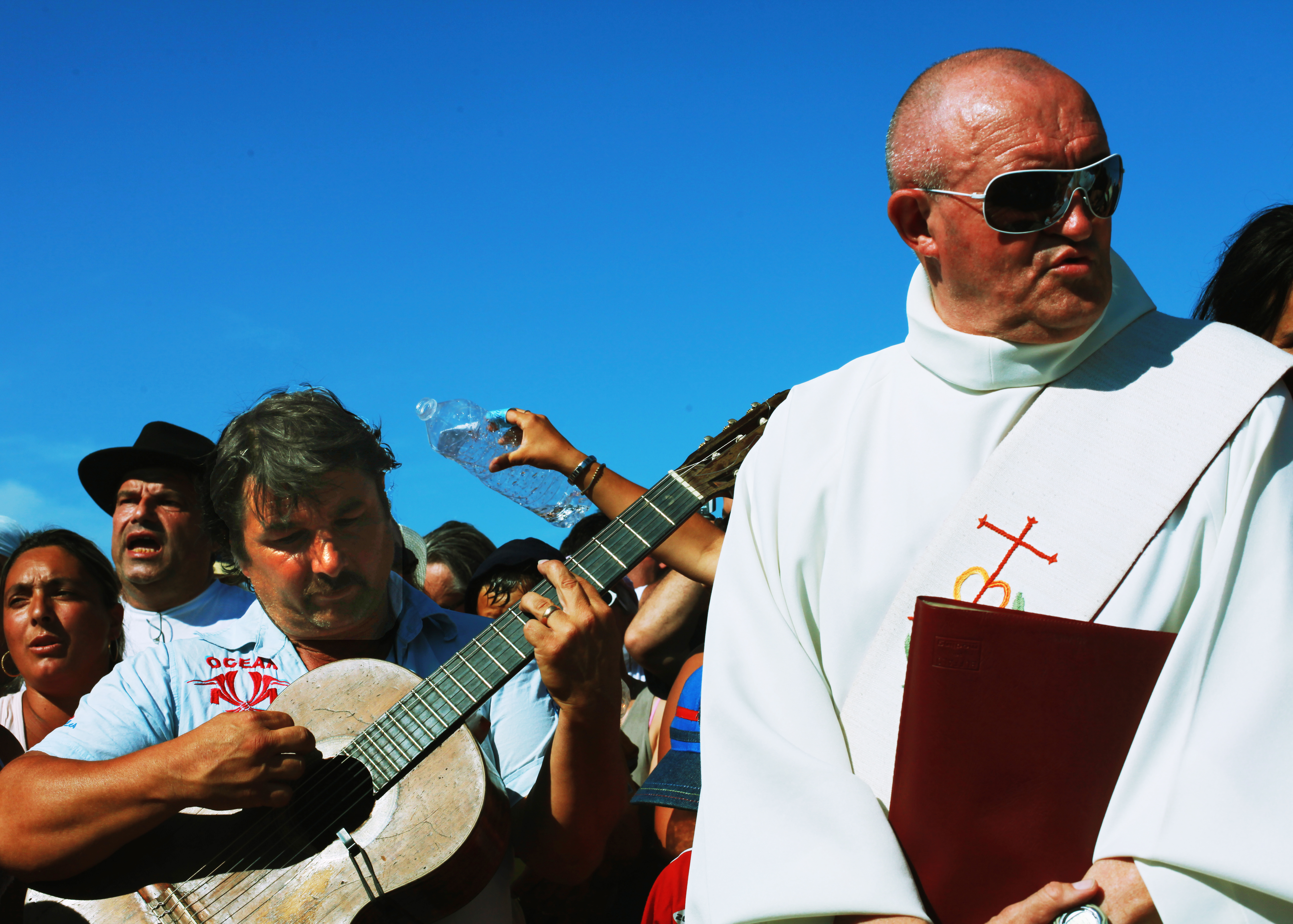
Aumônier des Gitans.

Et l'ethnologue d'énumérer : « Mais l'on voit aussi des prêtres, des aumôniers et des religieuses, tantôt en civil, tantôt portant des aubes décorées de guitare, de feux de camp ou de roulotte ; des évêques avec mitre ; des gendarmes, en grand nombre, par groupes de six, en tenue d'été le jour, le soir gardes mobiles en « tortues Ninja », la police municipale de blanc vêtue, des fausses gitanes…, des gardians de tous âges et toutes nationalités, des Arlésiennes, d'Arles… de Savoie ou du Poitou, des originales, amatrices de flamenco comme la Sardinha ; des bourgeoises blondes et bronzées de Marseille ou Montpellier en T-shirt Thierry Lacroix au bras de leur compagnon arborant chemise camarguaise, jean et bottes texanes ; des bikers en cuir noir garant leurs trente Harley-Davidson devant l'office du tourisme ; quelques hippies ayant traversé l'espace-temps, etc. ».
Nul n'échappe à cette attraction vestimentaire, que Marc Bordigoni décrit comme une « mise en scène de soi » et les simples touristes, qui vont venir pour la première fois, ne manquent pas de s'informer auprès du syndicat d'initiative pour connaître la manière de s'habiller pour ne pas « passer pour des touristes ».
Le pèlerinage des Gitans aux Saintes-Maries-de-la-Mer donne donc, pendant quelques jours, la possibilité à tout un chacun de se costumer, et ainsi de « dépasser les ennuis de la vie quotidienne, les incertitudes d'un monde de plus en plus monotone et agressif, en interrogeant leur passé, tant personnel que collectif, et à rompre ainsi leur solitude ».